# História dos jogos eletrônicos

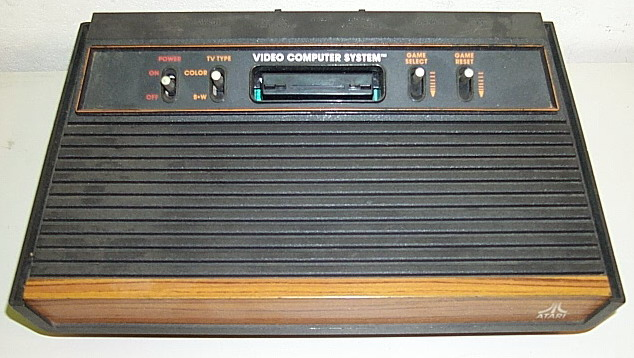
O Atari 2600 foi um console de jogos eletrônicos popular no final dos anos 1970 e início dos anos 1980

A história dos jogos eletrônicos teve início quando os acadêmicos começaram a projetar jogos simples, simuladores e programas de inteligência artificial, como parte de suas pesquisas em ciência da computação. Somente a partir das décadas de 1970 e 1980 é que os jogos eletrônicos se tornaram populares, quando jogos de arcade, console de jogos eletrônicos e jogos de computador foram introduzidos ao público em geral. Desde então, os jogos eletrônicos tornaram-se uma forma popular de entretenimento e uma parte da cultura moderna em diversas regiões do mundo.

## Primórdios dos jogos eletrônicos (1951-58)
Os jogos foram desenvolvidos para ampliar a mente e desenvolver melhor o cérebro nas atividades escolares, como uma consequência das pesquisas da computação em áreas como a inteligência artificial. A comercialização do UNIVAC I (considerado o primeiro computador comercial da história) em 1951 abriu caminho para a adoção dos computadores por instituições acadêmicas, órgãos de pesquisa e empresas em todo o mundo desenvolvido. Devido ao alto custo, grande consumo de energia e a necessidade de se empregar uma equipe altamente treinada para manter e operar as máquinas, a tecnologia da computação ficou inicialmente limitada às organizações maiores. Por conta disso, a criação dos primeiros jogos eletrônicos limitou-se a testes e demonstrações de teorias relacionadas a áreas como a interação humano-computador, a aprendizagem adaptativa e estratégia militar.
Devido à falta da documentação de muitos desses testes, é difícil de se determinar qual teria sido o primeiro jogo eletrônico criado. Alguns dos primeiros jogos conhecidos incluem Nimrod (1951), uma máquina feita sob encomenda pela Ferranti para o Festival da Grã-Bretanha e na qual se poderia jogar o jogo matemático Nim; OXO (1952), criado por Alexander S. Douglas para o computador EDSAC e que simulava o jogo da velha; e Hutspiel (1955), um jogo de guerra construído pelo exército dos Estados Unidos para simular um conflito com a União Soviética na Europa.

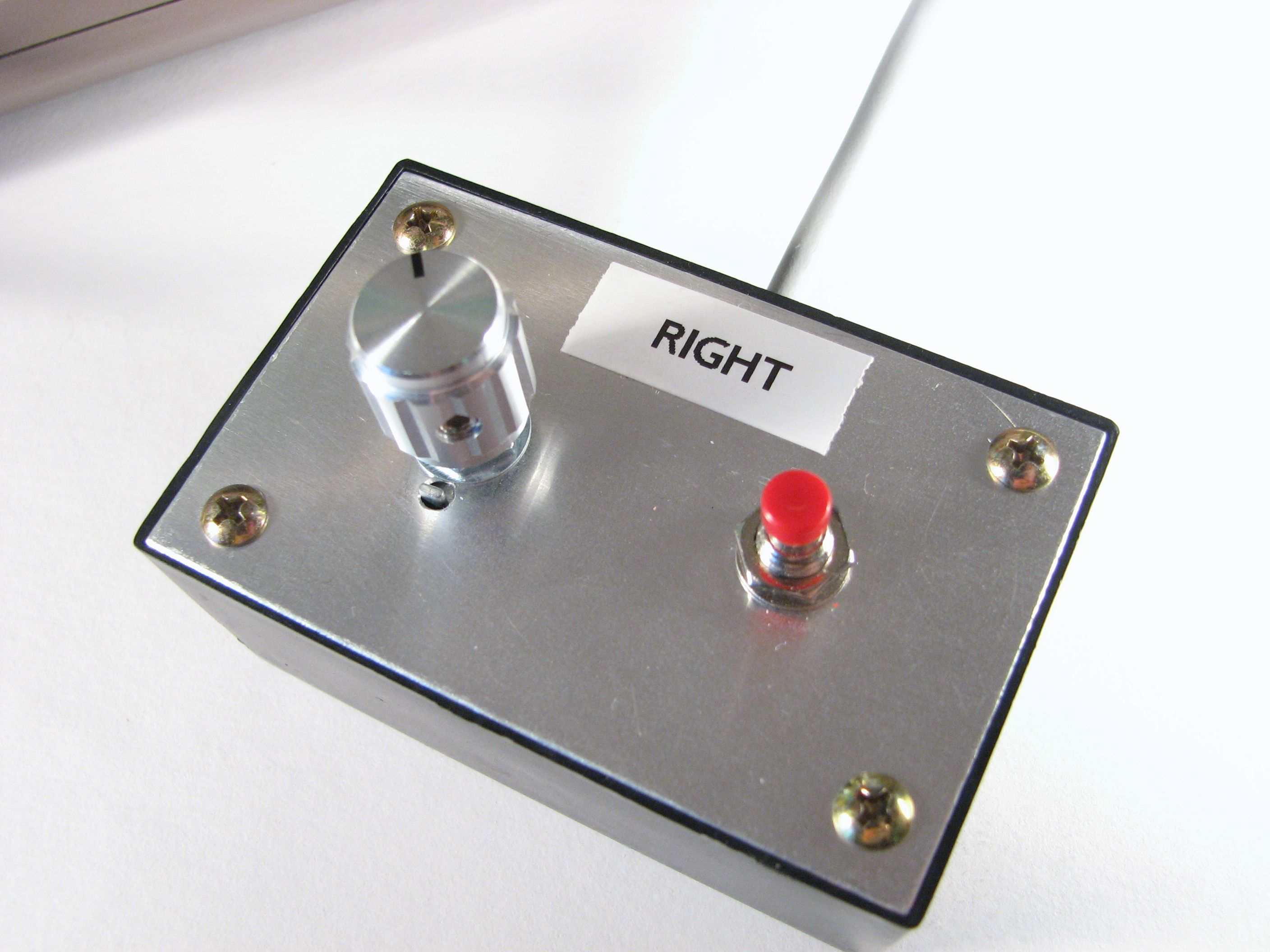
Recriação moderna do controle de Tennis for Two

Um jogo que se destaca nesse período inicial (e também por futuramente ter sido objeto de várias disputas judiciais de patente) é Tennis for Two (1958), criado pelo físico norte-americano William Higinbotham para entreter os convidados no dia da visita anual realizada pelo Laboratório Nacional de Brookhaven. Este programa simulava uma partida de tênis exibida na tela de um osciloscópio. Um ponto piscando representava a bola e os jogadores controlavam seu movimento por cima de uma linha vertical que representava a rede. Não havia na imagem a representação dos jogadores, apenas da 'bola' e da 'quadra' de tênis, numa vista lateral.

### Spacewar!1960
Na década de 1960, o Instituto de Tecnologia de Massachusetts era um dos principais centros de pesquisa na área da computação no mundo e dispunha do TX-0, um computador dotado de transistores, ao invés de válvulas, e que era menor que os mainframes padrão da época. O computador logo atraiu um grupo de estudantes de engenharia, que passaram a desenvolver nele ferramentas de programação, além de jogos simples, como Mouse in the Maze (que simulava um rato em um labirinto) e Tic-Tac-Toe (o jogo da velha). O TX-0 logo foi substituído pelo PDP-1, minicomputador que possuía um monitor com resolução de 512 x 512 e capacidade de plotar qualquer ponto na tela.
Decididos a explorar o novo hardware, Steve Russell e seus colegas criaram um jogo em que se controlava duas naves espaciais e cujo objetivo dos jogadores era acertar torpedos uns nos outros. Em 30 de julho de 1961, era testado pela primeira vez Spacewar!, considerado o primeiro jogo eletrônico de tiro da história.
Finalizado oficialmente em 1962 e ocupando apenas 2 kB de memória, Spacewar! tornou-se um dos primeiros jogos de computador a ter uma distribuição nacional, já que a fabricante do PDP-1, a DEC, decidiu incluí-lo como um programa de teste em cada PDP-1 comercializado. Com isso, Spacewar! chegou a outras universidades dos Estados Unidos e serviu como fonte de inspiração para outros programadores desenvolverem seus próprios jogos.

## Década de 1970

### 1971
Em 1966, o engenheiro Ralph Baer foi incumbido de criar a melhor televisão do mundo. Ele pensava em criar uma TV interativa com jogos, mas a ideia não vingou. Anos mais tarde, em 1971, a Magnavox compra o projeto de Baer, da Sanders Associates, e começa a desenvolver o Odyssey 100, o primeiro videogame para ser conectado à TV. O protótipo "Brown Box", inventado e patenteado por Ralph Baer, foi mostrado para grandes empresas americanas de eletrônicos da época, como a RCA, Zenith, General Electric e a Magnavox (braço da Philips holandesa), e foi esta última que tratou de lançar no mercado o primeiro console de videojogo da história, conhecido
como Odyssey 100.
Enquanto isso, Nolan Bushnell, transforma o quarto da filha numa oficina e adapta o jogo Spacewar!, de Steve Russell, criando Computer Space, o primeiro arcade do mundo. Como os mainframes eram muito caros e ocupavam muito espaço, Bushnell criou a Computer Space, uma máquina só para jogar Spacewar. A experiência dá certo e ele passa a vender a novidade. A Nutting Associates se interessa e contrata Bushnell, temporariamente, para montar os arcades de Computer Space. Mais tarde Bushnell sai da empresa para fundar a Atari.

### 1972

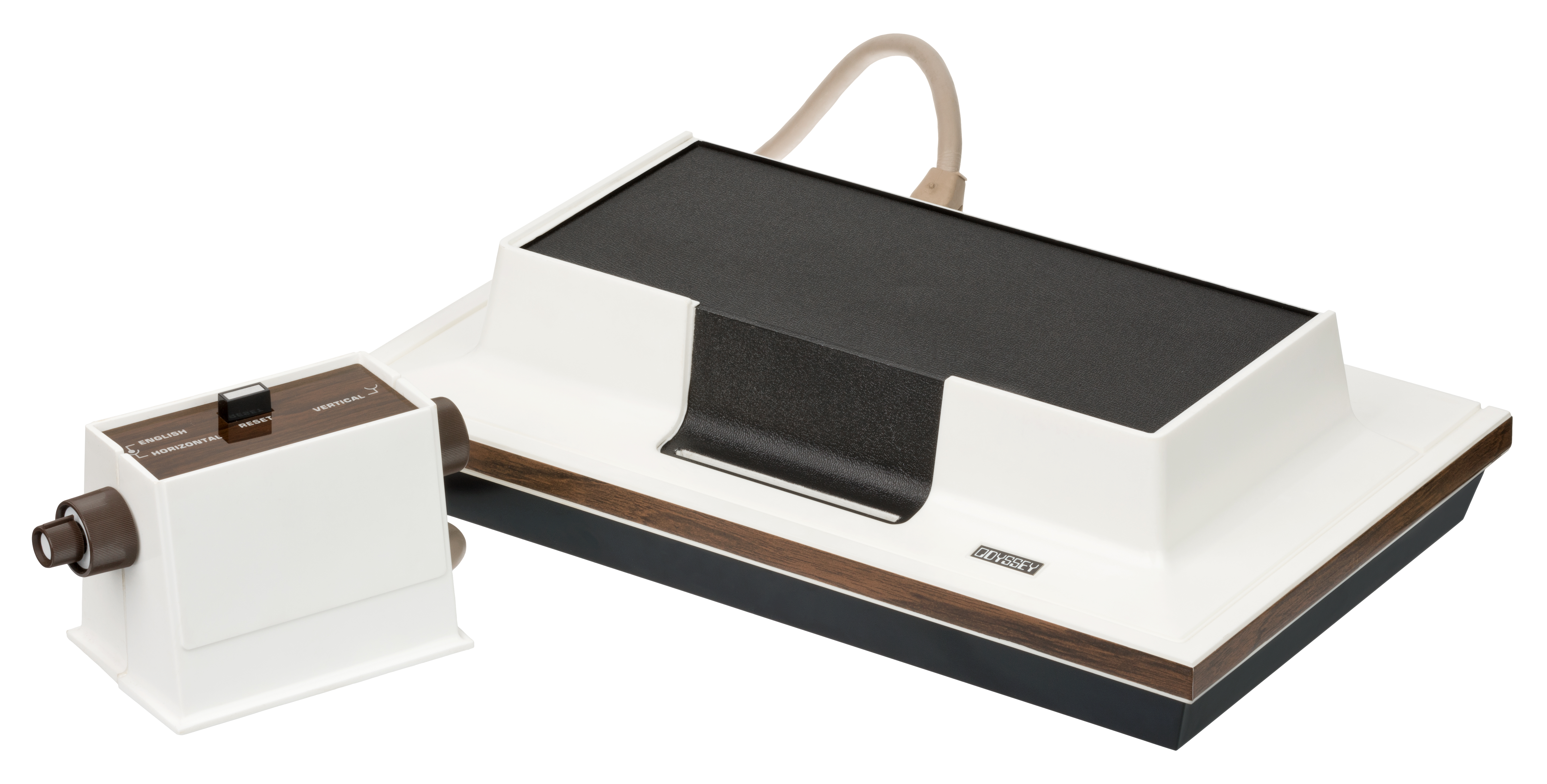
Magnavox Odyssey, primeiro console doméstico

Fruto do protótipo "Brown Box", desenvolvido por Ralph Baer, chega às prateleiras americanas em 1972 o primeiro console de videogame da história, o Odyssey, fabricado pelo subsidiária Magnavox, da Philips holandesa.
O Odyssey  vinha com placas de circuito impresso externas (que na verdade eram "jumpers" gigantes que mudavam a posição dos 2 quadrados brancos que o console gerava) onde eram gravados os jogos. Inicialmente foram ofertados 12 títulos, a maioria deles de esporte, que podiam ser trocados pelo usuário. Alguns puristas dizem que o Odyssey  foi o primeiro console a utilizar o sistema de troca de jogos por cartuchos, mas seu mecanismo era muito rudimentar para tal afirmação. Os usuários do Odyssey também poderiam utilizar um rifle opcional (semelhante às pistolas que temos hoje no Playstation ou no Dreamcast), para uso com jogos de tiro. E para cada jogo uma película teria que ser aplicada à tela, como por exemplo uma que representasse um campo de futebol ou quadra de tênis. Os primeiros Odyssey são conhecidos como RUN1 e na sequência vieram os RUN2 (uma modificação apenas interna nunca explicada pela Magnavox e que até hoje ninguém sabe ao certo o significado). Na sequência os Magnavox Odyssey foram evoluindo e assim surgiu o Odyssey 100 e continuou nos anos seguintes com a série Odyssey 200, 300, 400, 500, 3000 e 4000

### 1973
Pong, jogo para arcade criado por Bushnell na Atari, se torna um fenômeno e várias empresas, como a Ramtek e a Nutting, começam a lançar similares. A Atari estabelece contato com a Namco do Japão.

### 1974
Executivos da Atari vão para a rival Kee Games, em uma época em que era necessário aumentar a distribuição de máquinas. A Kee Games lança Tank, jogo mais vendido do ano, e ultrapassa a Atari em vendas. Na verdade, a Kee Games era uma subdivisão da Atari (que voltou ser uma empresa só com a Atari posteriormente) e, quando voltaram ser uma única empresa, transformaram-se em uma das maiores indústrias de videojogo de todos os tempos. Os funcionários da Atari Harold Lee, Alcorn e o engenheiro Bob Brown desenvolvem uma versão de Pong para videojogo, mas o interesse do público é pequeno devido ao fracasso do Odyssey, uma caixa preta e branca com controles tipo disco.

### 1975
A Atari entra em conta(c)to com Tom Quinn, comprador de artigos esportivos da Sears Roebuck, e apresenta-o ao jogo Pong. Após negociações, a Sears compra 150.000 unidades do arcade (Arcade ou Fliperama, como é tradicionalmente conhecidos no Brasil), muito mais do que a Atari podia produzir. As máquinas vinham estampadas com o logo da Sears Tele-Games. Bushnell consegue uma linha de crédito de 10 milhões de dólares com Don Valentine para expandir a Atari. No Canada o Home Pong torna-se o campeão de vendas do catálogo da Sears.

### 1976
O sucesso da Atari leva várias empresas a lançar consoles, mas somente a Coleco (abreviação de Connecticut Leather Company) consegue aprontar tudo para o Dia dos Pais. O videojogo Telstar Pong usava tecnologia similar às das máquinas de então.
Enquanto isso, a Fairchild Camera & Instrument dá outro passo importante lançando o Fairchild Channel F, o primeiro videojogo programável. Congelar o jogo, alterar o tempo e a velocidade passa a ser possível com Fairchild Channel F. O joystick era bem interessante: o botão ficava na ponta do manche e podia ser rotacionado. Assim, Pong ganhava inclinação na "raquete" e podia rebater a bolinha em vários ângulos.
Nessa época, surgem as primeiras críticas aos jogos eletrônicos violentos. Death Race, da Exidy Games, foi o precursor de Carmaggedon. Sair atropelando tudo o que viesse pela frente era o objetivo do jogo. Death Race serviu ainda de inspiração para a criação de outro jogo recente, Interstate 76.
Com o mercado em crescimento, Bushnell vende a Atari para a Warner, pois não vê outra maneira de mantê-la competitiva.

### 1977

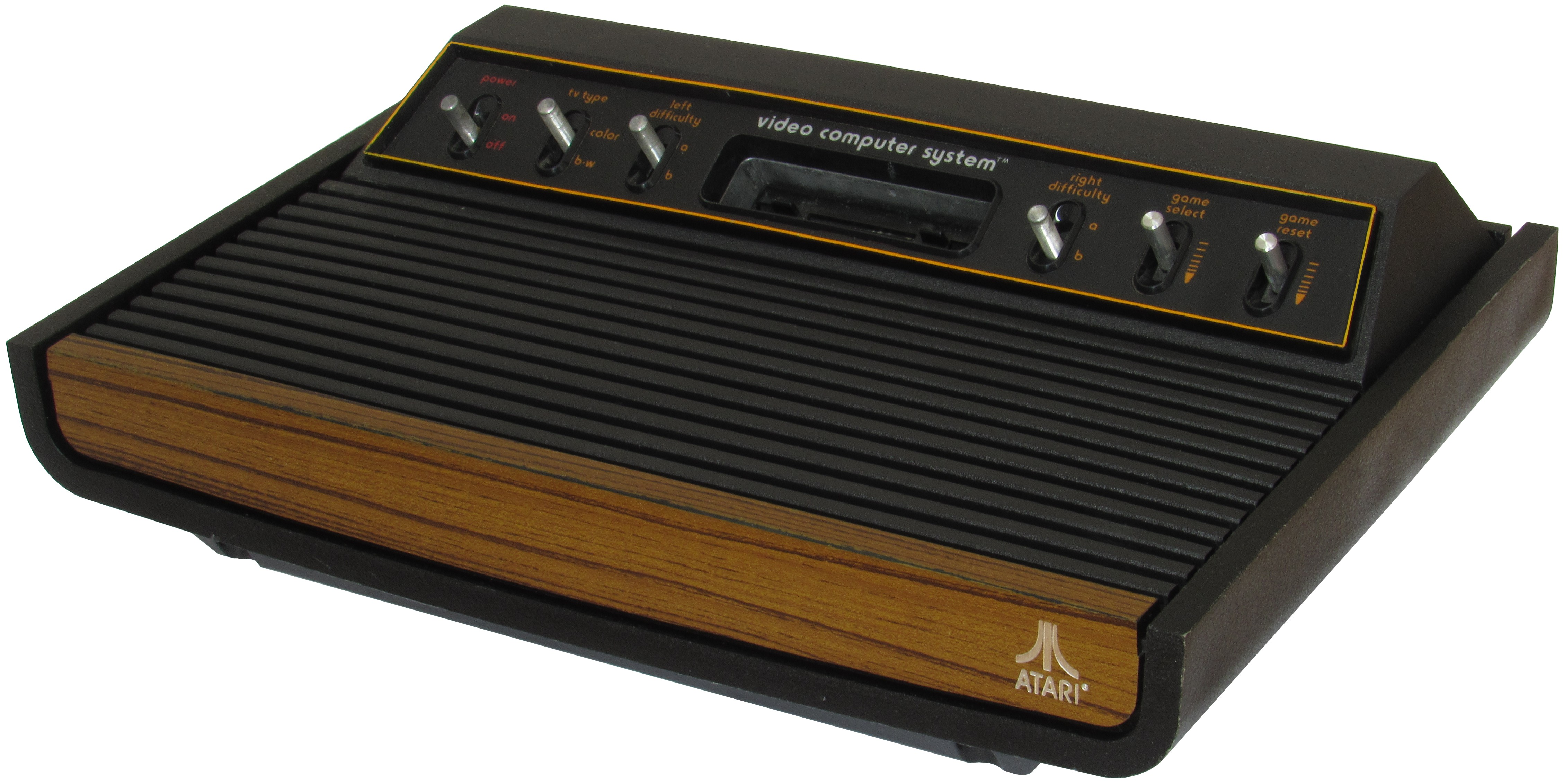
Primeiro modelo do Atari 2600

A Atari lança o Chuck E. Cheese, uma junção de casa de fliper com lanchonete, robôs, jogos e cardápios familiares. Bushnell chama a franquia de Pizza Time Theater.
A Midway Games (que lançou posteriormente jogos como: Gauntlet, Mortal Kombat, NBA Jam, Rampage, Rush, Spy Hunter) lança o jogo Gunfight, o primeiro a usar microprocessadores ao invés de um emaranhado de circuitos. Desenvolvido pela Taito do Japão, Gunfight é o primeiro arcade a ser importado pelos EUA.
Sob a liderança de Bushnell, a Atari desenvolve o VCS (Video Computer System, mais tarde chamado de Atari 2600) e lança-o no Natal por US$ 249,95 e em 1983 no Brasil.. Esse é o primeiro console programável com jogos em cartucho da Atari. Entre os títulos, há conversões de jogos para arcade e jogos criados exclusivamente para o console doméstico. As vendas são um tremendo sucesso e, mesmo assim, acontecem atritos entre Bushnell e Steve Ross, presidente da Warner Communications.
No Brasil, a Philco-Ford, um departamento da Ford responsável por fabricar rádios automotivos, lança o Tele-Jogo, uma réplica do jogo Telestar Pong.

### 1978
A política da Atari de não dar crédito às pessoas envolvidas na criação de jogos, mas apenas para a própria empresa, faz com que surjam os primeiros segredos em jogos (no Brasil, conhecidos como "ovos de páscoa", devido ao termo comum no inglês "easter egg"). Warren Robinett, criador de Adventure, faz uma sala secreta onde seu nome brilha em cores de arco-íris. Para entrar na sala, o jogador deveria levar um ponto cinza para a tela inicial. Mais tarde, esses segredos e truques se tornaram elementos obrigatórios nos jogos.
Bushnell deixa a Atari e cria outra empresa. Um contrato de cinco anos, estipula que a Atari não competirá com a nova empresa de seu ex-homem forte. A Pizza Time Theaters também é comprada por Bushnell.
Ray Kassar chega à presidência da Atari. Em março, a Nintendo (A Nintendo foi criada por Fusajiro Yamauchi em 1889 e fabricava cartões artesanais de um tipo de baralho tradicionalmente japonês chamado Hanafuda) lança um arcade chamado Computer Othello, uma versão do jogo de mesa Othello. Não há joysticks, apenas 10 botões coloridos para cada jogador. Cada partida custa 100 ienes (R$ 1,61), preço que virou padrão para os jogos de arcade no Japão.
Dois lançamentos aumentam, ainda mais, a popularidade dos games: Football da Atari e o lendário Space Invaders, importado pela Midway Games e desenvolvido pela Taito (Taito foi fundada 1953 é uma desenvolvedora de jogos eletrônicos japonês pertencente à Square Enix desde 2005). Esses dois títulos para arcade batem todos os recordes de vendas.
No Japão, a Namco (Namco foi fundada em Tokyo em 1955, por Masaya Nakamura com o nome: "Nakamura Manufacturing Ltd") solta o Gee Bee, uma versão digital das mesas de fliper. Terminada a temporada de futebol americano, o jogo é esquecido. Mas Space Invaders continua sendo sucesso nos arcades e provoca até falta de moedas no mercado.

### 1979
Lunar Lander, o primeiro jogo comercial com gráficos vetoriais, na forma de wireframes, isto é, os objetos eram formados por linhas como se fossem o esqueleto de um modelo 3D, é lançado. Nasce então o antecessor dos gráficos poligonais, usados na maioria dos jogos da atualidade.
Outro jogo lendário é o grande lançamento do ano: Asteroids. Apesar de ter vendido 80 mil cópias e de ter virado febre nos Estados Unidos, o jogo não fez muito sucesso em outros países.
A Sega (A SEGA foi originalmente fundada em 1979 no Japão). SG-1000 foi o primeiro videojogo da Sega e foi um console da segunda geração de videogames lançado por ela em 1981 (versão de testes que contou com o Sega Sg 1000, o Sega Sg 1000 II e o Sega Mark III) e em 1983 (para o mercado) solta o Monaco GP, base do Pro Monaco GP, de 1980, e do realista Super Monaco GP, de 1989.
O sucesso do Atari 2600 prova que os videojogos não são uma onda passageira. Conversões e jogos originais continuam a sair exclusivamente para o console, enquanto a empresa negocia os direitos de 'blockbusters' como Space Invaders.

## Década de 1980

### 1980

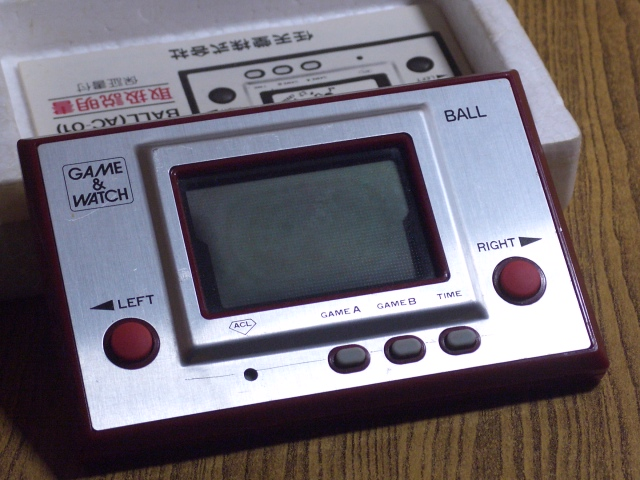
Primeiro modelo da linha Game & Watch

Lançamento de Space Invaders para o Atari 2600. As vendas do console explodem.
A Mattel coloca seu console no mercado (produziu consoles só até o início da década de 1980 ). Trata-se do Intellivision, que tem os melhores gráficos e um preço bem salgado: US$299. Como a Atari, a Mattel era quem melhor produzia jogos para o seu próprio console, mas além de não criar sucessos como os da rival, também não tinha habilidade para negociar com outras empresas de arcade. Astromash foi um dos primeiros jogos. O console também tinha uma conversão fiel do arcade BugerTime.
A Activision é fundada por programadores dissidentes da Atari. Nasce a primeira softhouse terceirizada da história. Não bastasse isso, a nova empresa passa a competir com a antiga anfitriã. Agora, todos os trabalhos recebem créditos individuais e os designers dão palpites para as embalagens e campanhas de marketing de suas criações.
Bob Whitehead cria Boxing e Skiing, jogos de tema esportivo que não eram de interesse da Atari.
Ed Rotberg, da divisão de arcades da Atari, cria o Battlezone, primeiro jogo 3D em primeira pessoa. Trata-se de um desafio de tanque em cenário bélico. Logo depois, o governo americano encomenda uma versão melhorada e a utiliza com propósitos militares.
A Namco lança Pac-Man, o arcade mais famoso de todos os tempos, com mais de 300 mil unidades vendidas em todo o mundo. Seu criador Toru Ywatami se inspira em uma pizza com sete fatias para criar o personagem, que na verdade é o primeiro protagonista dos videojogos, visto que antes dele havia basicamente jogos de esporte e guerra. Nos EUA, onde 100 mil máquinas foram vendidas, o jogo ganhou novo nome: Puck Man. Mas devido a possíveis más interpretações do nome, o jogo voltou ao seu nome original. .
Com a nova onda dos arcades, a Chuck E. Cheese se torna um sucesso.
A Sega obtêm os direitos para lançar Missile Command (Atari) no Japão.
Minoru Arakawa, genro de Hiroshi Yamauchi, o chefão da Nintendo do Japão, abre uma filial em Nova Iorque, Estados Unidos, que depois se transfere para Seattle. A Nintendo da América tinha um futuro incerto, já que depois de Computer Othello não conseguia criar outro sucesso.
Ao lançar Sasuke vs Commander, a SNK(SNK Playmore (antiga SNK) é uma empresa japonesa de videojogos criada em 1978. SNK é um acrônimo para Shin Nihon Kikaku, ou "Projeto Novo Japão"), outra softhouse, ganha destaque. Sasuke é um jogo de tiro com gráficos bem detalhados, onde o jogador comanda um samurai que tenta proteger seu shogun de ninjas assassinos.

### 1981
Depois de transformar várias "bombas" da Nintendo em sucessos comerciais, o artista Shigeru Miyamoto cria o jogo Donkey Kong. O herói, apelidado de Jumpman, o encanador baixinho, deveria salvar sua namorada Pauline das garras de um gorila raivoso. Jumpman, nos Estados Unidos, ganha o nome de Mario, pois os funcionários da Nintendo acham o personagem parecido com Mario Segali - dono do galpão usado pela Nintendo em Seattle.
A Konami lança Scramble, jogo de tiro que serve de base para vários outros jogos, como a série Gradius (Nemesis).
Mais descontentes saem da Atari e fundam a Imagic, uma das softhouses mais competentes do console Atari 2600.
Jogos criados por dissidentes da Activision lançam sucessos. Caso de Freeway, de David Crane; Kaboom (jogo eletrônico), de Larry Kaplan; Tennis e Ice Hockey de Alan Miller.
A Atari negocia os direitos de Pac-Man e lançava o arcade Tempest, jogo com gráficos vetoriais coloridos de tecnologia ainda instável e propenso à erros. Mesmo assim, Tempest ganha uma legião de seguidores, que tratam os bugs como truques do jogo.
A Sega lança, nos EUA, o Frogger da Konami. Assim como em Freeway, o jogador deve atravessar uma estrada e chegar em segurança no lado oposto (Frogger tem um rio como cenário também).
Neste ano ocorre a primeira fatalidade da história dos videojogos: um homem morre de ataque cardíaco jogando Berserk.
Os rendimentos do mercado americano de arcade são de US$ 5.000.000.000 (Cinco bilhões de dólares).

### 1982
A Coleco entra em cena outra vez com o lançamento de ColecoVision, console baseado em cartucho com melhores gráficos e sons, além de ótimas conversões de Jungle Hunt, da Atari, e Donkey Kong e Donkey Kong Junior, da Nintendo - uma empresa em crescimento.
A Atari teve apenas conversões regulares desses jogos. Preocupada com os negócios da Atari com a Namco, a Coleco tenta parceria com Sega, Konami e Universal (de Mr. Do!).
Outro console é lançado no mercado: Vectrex, da General Consumer Electronics. O Vectrex é a primeira e única máquina da história que trabalha exclusivamente com gráficos vetoriais. Vinha com um jogo na memória, o Minestorm, impressionante clone de Asteroids, e um controle analógico com quatro botões.
A decadência da Atari começa com as versões de Pac Man e do jogo ET. Toneladas desses títulos e de outros de baixa qualidade viram aterros no Novo México. Jogos originais como Pitfall, de David Crane, vendem bem. Os usuários de Atari 2600 começaram a se decepcionar com a empresa. Para melhorar o clima, é lançado Atari 5200, que usava os mesmos chips gráficos e sonoros do computador que a Atari fabricava. Os jogos nada mais são que versões melhoradas de antigos jogos. As vendas são fracas. Os jogos de Atari 2600 não são compatíveis com o console 5200. Um adaptador é lançado para corrigir o problema.
A Namco cria Ms. Pac Man, que se torna o maior sucesso do arcade nos EUA com 115 mil unidades vendidas. Ele é na verdade um hack feito por dois adolescentes que modificavam e vendiam upgrades para fliperamas. Suas adaptações fizeram tanto sucesso que a Namco acabou comprando Ms. Pac Man e contratando os dois.
A Namco não lança Ms. Pac Man no Japão e resolve trabalhar em Super Pac Man, um jogo bem diferente do original. Uma grande quantidade de 'versões melhoradas' começam a aparecer. A mais famosa é Pac Man Plus, onde as frutas e outros elementos bônus são trocados por símbolos da cultura norte-americana como latas de Coca-Cola e hamburgueres.
A indústria do arcade começa a dar sinais de queda. Em 7 de dezembro, a Atari anuncia que as vendas do console não atingiram as expectativas. As ações da Warner despencam 32% em um único dia.

### 1983

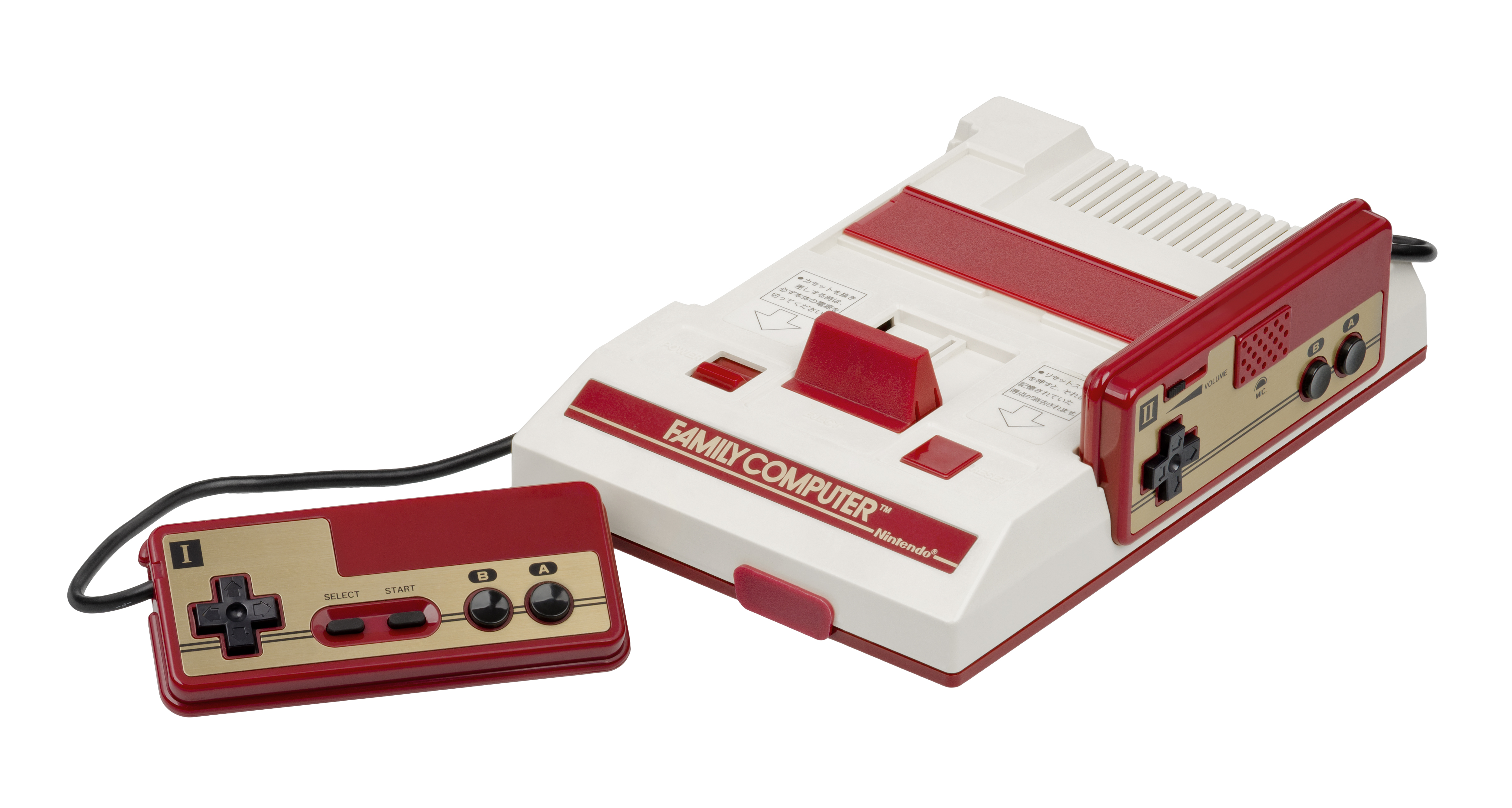
Famicom lançado pela Nintendo no Japão

Nolan Bushnell entra na Sente Games, antiga Videa, e volta à indústria de videojogo. Na verdade isso é um trocadilho: enquanto Atari é "xeque" no jogo de tabuleiro chinês Go, Sente é "xeque-mate". Em parceria com a Midway Games, a empresa lança arcades como Hat Trick, jogo de hockey simples, mas com um algo mais. A parceria, entretanto, não consegue criar um nicho no mercado.
Em 27 de junho foi anunciado numa conferência à imprensa o MSX, que tinha como objetivo ser um padrão no mercado de computadores - inspirado no sucesso do VHS, que virou sinônimo de videocassete - e também ser uma máquina de entretenimento de baixo custo. Por esse motivo, tornou-se popular e muitos jogos foram produzidos para a plataforma.
Na época era comum cada fabricante ter seu próprio padrão e eles não eram compatíveis entre si. No caso do MSX, qualquer produto de diferentes fabricantes eram compatíveis, tanto em nível de software como de hardware, tal e qual os atuais PCs. Enfim, o MSX era uma plataforma, no sentido restrito da palavra.
O padrão foi concebido por Kazuhiko Nishi, ex-executivo da Microsoft do Japão e fundador da ASCII Corporation, que tinha como negócio principal a publicação de periódicos sobre computadores. A ASCII também viria a editar o Famicom Tsuushin, a atual Famitsu, hoje publicada pela Enterbrain e é a publicação mais famosa sobre videogames na atualidade. A Microsoft de Bill Gates também teve participação no projeto, que teve o interpretador de linguagem BASIC embutido na ROM do MSX. É tido como consenso que a sigla venha de "MicroSoft eXtented", mas o próprio Nishi declarou em congresso na Holanda que se tratava de "Machines with Software Exchange Ability" (máquinas com softwares intercambiáveis).
O MSX tinha algumas características específicas, como uma arquitetura bem planejada e facilmente expansível, sendo um dos poucos computadores realmente "plug & play" da história, isto é, com periférico quem funciona sem a necessidade de instalação de drivers, já que vinha embutido no próprio hardware. Até hoje entusiastas desenvolvem periféricos para o computador, como um controlador para DVD-ROM. Para alcançar a popularidade desejada, foi projetado para funcionar em televisores comuns, em vez de monitores próprios, que costumam ser caros.
A primeira versão do MSX tinha como processador central o Z80 da Zilog e o processador de vídeo TMS9918 da Texas Instruments, os mesmos do Colecovision - existem emuladores que fazem rodar jogos de uma plataforma em outra. Diversos fabricantes se interessaram em produzir o computador, a maioria do Japão, como a Sony, Panasonic e Casio. Mas muitas companhias estrangeiras também o produziram, como as coreanas GoldStar (atual LG), Samsung e Daewoo, além da holandesa Philips e a americana Spectravideo. O computador também foi bem popular no Brasil e duas fabricantes nacionais lançaram o padrão em solo brasileiro: a Gradiente com seu Expert e a Sharp, dona do HotBit.
Dragon's Lair, de Don Bluth, é lançado. É o primeiro título a usar tecnologia de vídeo laser.
A Coleco lança o computador Adam e quase vai à falência. Trata-se de uma máquina cara, composta por um gravador de fitas, uma impressora grande, um teclado e CPU numa caixa do tamanho de um sarcófago. Rodava jogos de cartucho e fitas. A divisão Cabbage Patch Doll mantém a companhia viva e um software, para ColecoVision, baseado nessas bonecas foi introduzido. Um acessório para rodar jogos de Atari 2600 no console da Coleco é desenvolvido. Para jogar são usados joysticks extras de Atari.
A empresa Commodore International lança o Commodore 64, um computador relativamente barato e poderoso. Atingia uma resolução de 320 x 200 pixels e 16 cores simultâneas, performance melhor que qualquer videojogo da época.
Enquanto a indústria americana de videogames passa por um momento de estagnação (Crash dos videogames de 1983) - os jogos lançados não tinham originalidade -, a Nintendo lança,em julho, no Japão, o Family Computer (Famicom). O fato de o novo console parecer um brinquedo não é casual, pois a Nintendo tinha essa intenção quando o desenvolveu. Conversões de Donkey Kong, Donkey Kong Junior e Popeye - os dois últimos jogos podiam ser jogados por duas pessoas - são lançadas. Títulos de beisebol e versões de Mario Bros. também aparecem no Famicom. A Nintendo tenta convencer as softhouses a desenvolverem jogos para o console.

### 1984
O ano de 1984 começa bastante difícil para o mercado de jogos eletrônicos, encarando a crise do meio na América do Norte, muito em parte por causa da proliferação de jogos de baixíssima qualidade e do barateamento dos computadores pessoais. O computador também serve para atividades educacionais e muitas outras coisas. Além disso, as revistas especializadas oferecem 4 ou 5 programas novos, inclusive jogos, a cada edição.
Já no final de 83, empresas não ligadas ao mundo dos videojogos começam a entrar em contato com softhouses para criarem jogos promocionais. Até barraca de cachorro-quente quer um jogo que valorize a marca para usar como material de divulgação. Mas os jogos produzidos eram horríveis e o público, cansado desse joguinho de marketing, perde o interesse por jogos.
Enquanto isso, no outro lado do mundo, o NES começa a nascer. O Famicom, nome oriental do console que transformaria a Nintendo numa gigante, ganhava apoio das primeiras softhouses independentes que começaram a criar jogos para a plataforma. A primeira a entrar no barco foi a "Hudson Soft", que mais tarde viria a lançar clássicos como "Star Soldier", "Bomberman" e "Adventure Island". Os seus primeiros jogos vieram ao final de julho, com "Nuts & Milk" e "Lode Runner". Ambos tinham funções para criar suas próprias fases e a gravação de dados era feita através de fitas cassete, usando o periférico Family Basic, que transformava o Famicom num computador. Mas quem conseguiu mais sucesso foi a Namcot (atual Namco), trazendo seus clássicos de arcade para o videogame de 8 bits da Nintendo: "Galaxian", "Pac-Man", "Mappy" e "Xevious".
A Nintendo também não ficou para trás e lançou o também clássico "Excite Bike", outro que permitia editar fases e gravá-los em fita cassete.
O sucesso do Famicom no Japão faria com os videojogos voltassem com força ao ocidente em 1986, quando a Nintendo lança o "NES" "(Nintendo Entertainment System)" nos EUA. E pensar que a Nintendo procurou a Atari para fazer marketing do seu produto.

### 1985

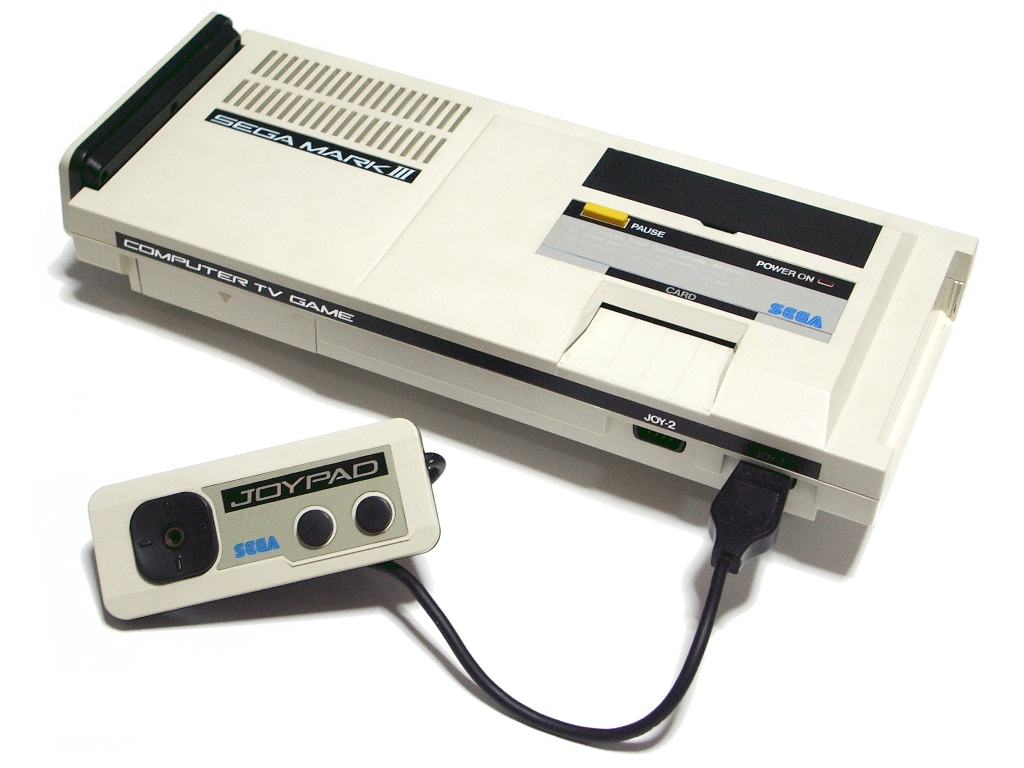
Mark III lançado pela Sega no Japão

A Nintendo começa a fazer testes em Nova Iorque para vender o "NES" no mercado americano. Os varejistas estavam tão céticos em relação aos videojogos que a Nintendo teve de concordar em recomprar tudo que não fosse vendido pelas lojas. E mais: deveria reformular o design para se adaptar ao gosto dos americanos, para quem videojogo era acessório de TV, não um brinquedo. Para vender o console em lojas avessas aos videojogos, a empresa também inventou um robô, o R.O.B. Nessas lojas, ao invés de ser vendido como videojogo, o NES vira um pacote para jogos de robô. Apenas dois jogos saíram para R.O.B..
Uma pistola para jogos como Wild Gunman, Duck Hunt e Hogan's Alley, sucessos do arcade e do Famicom, no Japão, é lançada. Munido de ótimos jogos da própria Nintendo, e de conversões de sucessos do arcade como Kung Fu Master, da Irem, e o lendário Super Mario Bros, o NES não demora a virar sucesso nos EUA, apesar do lançamento patrulhado.
Seguindo a Apple Inc., que fez sucesso com o Macintosh, a Atari, de Tramiel, também prepara um computador baseado no chip 68000 (Motorola, 16 bits), o 520ST, internamente chamado de "Jackintosh".
Também em 1985, foi lançada a segunda versão do MSX, o MSX2, com melhores gráficos e RAM mínima de 64KB.
Os jogos eram lançados em cartuchos, mas cópias de programas podiam ser encontradas em fitas cassetes e, depois, em disquetes. Com o aparecimento de jogos maiores que 64KB, os chamados MegaROMs, foram desenvolvidos periféricos específicos para acomodar todos os dados e permitir que as cópias rodassem sem sobressaltos.
Foi nesse período que o MSX viu seus melhores jogos e, de longe, a Konami foi a softhouse que mais obteve sucesso na plataforma. Clássicos como "Vampire Killer" - precursor de "Castlevania" -, "Parodius" e "Metal Gear" nasceram no MSX. Outros jogos da Konami que fizeram sucesso incluem "Penguin Adventure" - o primeiro jogo de Hideo Kojima, que viria a criar "Snatcher" e os dois "Metal Gear" para a plataforma -, as séries "Gradius", "Knightmare" e "King's Valley", além de "Goemon" ("Legend of the Mystical Ninja") e "Space Manbow".
A companhia dava muita importância às trilhas musicais e chegou a desenvolver um chip, que vinha embutido em seus cartuchos, que acrescenta cinco canais de som aos três nativos do computador. Essa tecnologia, chamada de SCC, também foi usada no NES, em jogos como "Castlevania III: Dracula's Curse", "Journey to Silius" e "Batman: Return of the Joker". Assim, os jogos da Konami também eram conhecidos pelas memoráveis composições, como as de "Gradius 2", "Salamander", "Parodius" e "Snatcher", tidas como algumas das melhores da história.
Apesar de grandes jogos e o computador mais popular do Japão nos anos 1980, o MSX perdeu a concorrência para o NES - também lançado em 83 -, mais barato e com processador de vídeo melhor. O MSX2 veio com um gráfico mais elaborado, mas continuou longe de competir no quesito custo. Além disso, não conseguiu ter sucesso nos EUA, onde o Commodore 64 era popular. Seu sucesso ficou localizado, fora do Japão, na Coreia do Sul, na Europa (principalmente nos Países Baixos e Espanha), além de países árabes e o Brasil. Também foi muito popular na Rússia, pois era um dos poucos computadores que podia importar e foi usado até na estação espacial Mir.

### 1986
Satisfeita com o teste aplicado em Nova Iorque, a Nintendo contrata a World of Wonder, criadora de Teddy Ruxpin e Laser Tag, para ajudar no marketing do NES em território americano. O sistema estreou com dois pacotes: um com o R.O.B., a pistola e os jogos Gyromite (para R.O.B.), Duck Hunt e Super Mario Bros, ao preço de US$ 249; o outro, mais básico, vinha com Super Mario Bros. e custava US$ 199.
A Sega também entra no mercado americano com seu console, o Master System, esperando desempenho superior ao do mercado japonês. Distribuído pela Tonka, fabricante de caminhões de brinquedo, o console chega com a força do nome Sega nos arcades e alguns jogos originais, como Hang On e Phantasy Star, mas não faz o devido sucesso. A pistola e os caros óculos 3D, ambos para poucos jogos, não ajudam a melhorar a imagem do Master System. Posteriormente, o console é lançado no Brasil pela Tectoy e, sem a concorrência oficial da Nintendo, acaba se tornando febre.
A Atari lança o Atari 7800 que, ao contrário do 5200, era compatível com jogos do 2600. Tarde demais. A imagem da empresa já estava manchada e as revistas criticaram os antigos títulos que foram lançados. A Nintendo domina o mercado vendendo 10 vezes mais que seus competidores. No Japão, é lançado um drive de discos com os jogos de golfe, futebol e o mitológico The Legend of Zelda. O sucesso da Nintendo faz com que várias softhouses a procurem para produzir jogos para o NES. Até empresas que davam suporte à Atari entram na onda.

### 1987
A Nintendo continua crescendo e encurrala os adversários.
A Atari ainda faz jogos para o 2600, mas estes são ignorados pela imprensa. A empresa também faz conversões de Galaga e Dig Dug (Namco); Asteroids e Centipede (Atari); Robotron:2084 e Joust (Williams) e One-in-One Basketball (Electronic Arts) para o 7800.
Zelda chega aos EUA em forma de cartucho; a Nintendo decide não levar o caro periférico Disk Drive para o país do Tio Sam. Jogos como Kid Icarus e Metroid aumentam a fama do NES.
Mais um lançamento da Atari: o console Atari XE. Pela segunda vez, a empresa requenta tecnologia e tenta vendê-la como se fosse de ponta. Ao contrário do Atari 5200, o novo console usava cartuchos dos moribundos computadores da linha XE. O pacote incluía dois jogos, Barnyard Blaster e Flight Simulator II, uma pistola e um teclado destacável - este último item deixou o console mais caro que o NES. Com teclas grandes e em tons pastel, junto com uma versão em cinza claro do tradicional joystick do 2600, e fisicamente maior que o console da Nintendo, o Atari XE não emplacou. A compatibilidade com os periféricos, como disk drives, impressoras e modems dos velhos XE, despertou o interesse dos donos desses computadores, mas, mesmo assim, o Atari XE afundou.
Enquanto isso, a NEC lança o PC Engine, videogame de 8 bits que teve o apoio da softhouse Hudson, famosa pela série Bomberman. A Hudson forjou um acordo com softhouses de menor expressão para distribuir seus jogos. E mudou sua linha de trabalho para que os novos jogos ficassem diferentes dos títulos já produzidos para o NES, sucessos como Bomberman, Star Soldier e Faxanadu.
A World of Wonders lança o Action Max, um exótico videojogo que utiliza pistola de luz e jogos gravados em fitas VHS que deviam ser colocadas em um aparelho de videocassete.

### 1988

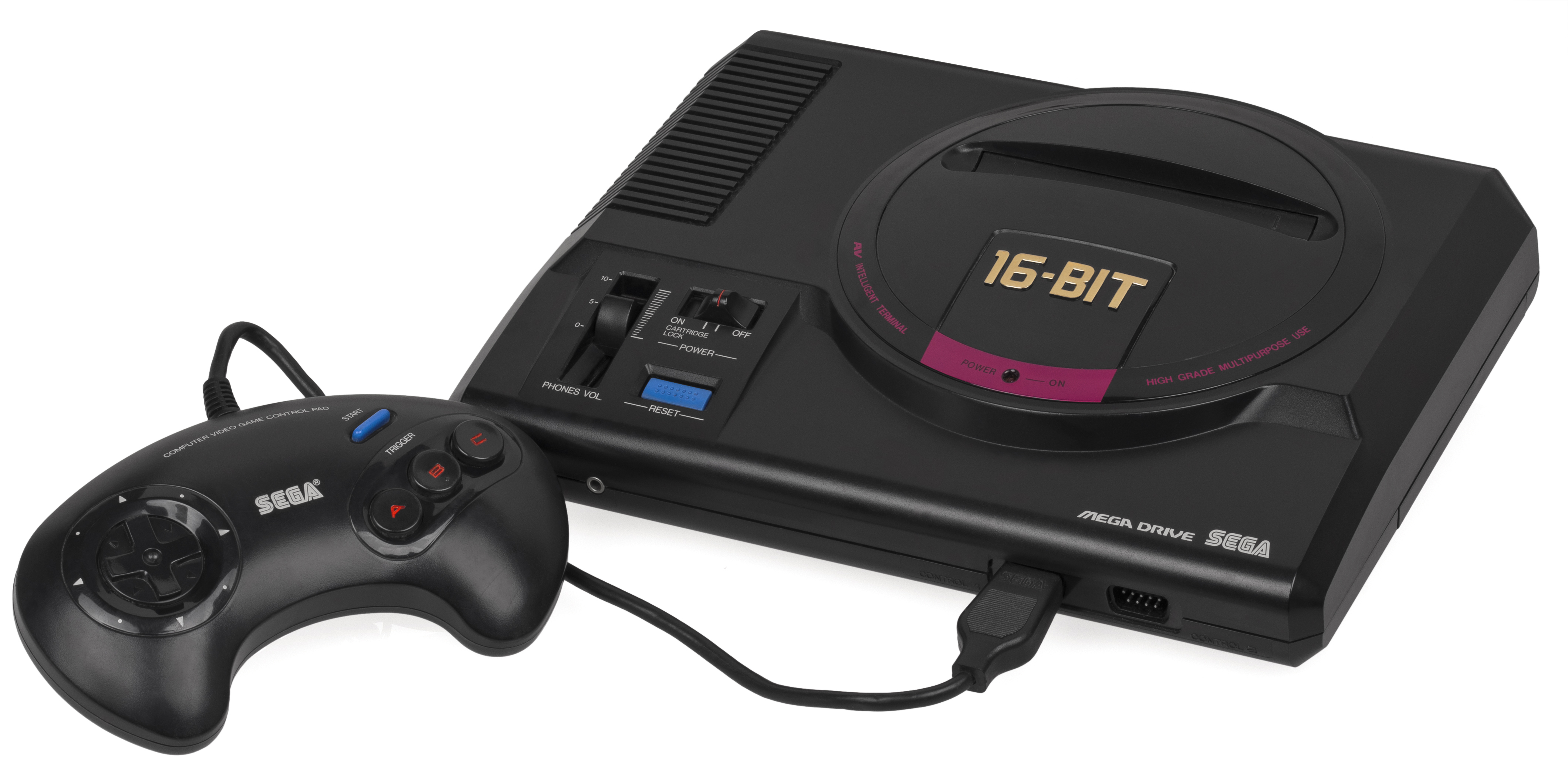
Mega Drive lançado pela Sega no Japão

A NEC faz acordos com Irem e Namco, e dá um importante passo para consolidar o sucesso do PC Engine.
Nesse ano foram lançados os jogos R-Type (Irem), Fighting Street, o primeiro Street Fighter, (Capcom) e jogos originais como Power League Baseball (Hudson). A Namco cria jogos de esporte, um de beisebol e outro de tênis; Galaga '88, uma versão mais moderna do sucesso de 1981 e Dragon Spirit, conversão de um grande sucesso dos arcades.
As brigas judiciais no mundo dos jogos intensificam-se. A Atari leva a Nintendo aos tribunais, alegando prática ilegal de monopólio, controle de preços e bloqueio eletrônico, via chip, para proibir o desenvolvimento de softwares de empresas não autorizadas.
Após o fracasso de sua linha de computadores ST (o "Jackintosh"), e de todos os produtos domésticos, a Atari, dirigida pelos desorientados Tramiels, lança versões de Donkey Kong (1981), Donkey Kong Junior (1982) e Mario Bros. (1983) para o 7800.
Um dos maiores sucessos da história é lançado: Tetris, do russo Alexey Pajitnov. Embora tenha criado um jogo conhecido mundialmente, Pajitnov não viu a cor do dinheiro, sugado pela política comunista. O jogo virou febre e inspirou outros quebra-cabeças.
A Nintendo lança a sequência de Zelda, Zelda II: The Adventure of Link e Super Mario Bros 2. Esse, na verdade, não é o mesmo Mario 2 lançado no Japão: considerado muito difícil para o público americano, a Nintendo of America adaptou o jogo Doki Doki Panic com os personagens de Mario 1 e assim nasceu o que os japoneses conhecem como Super Mario USA.
A Sega lança o Sega Mega Drive, para competir com a Nintendo.

### 1989

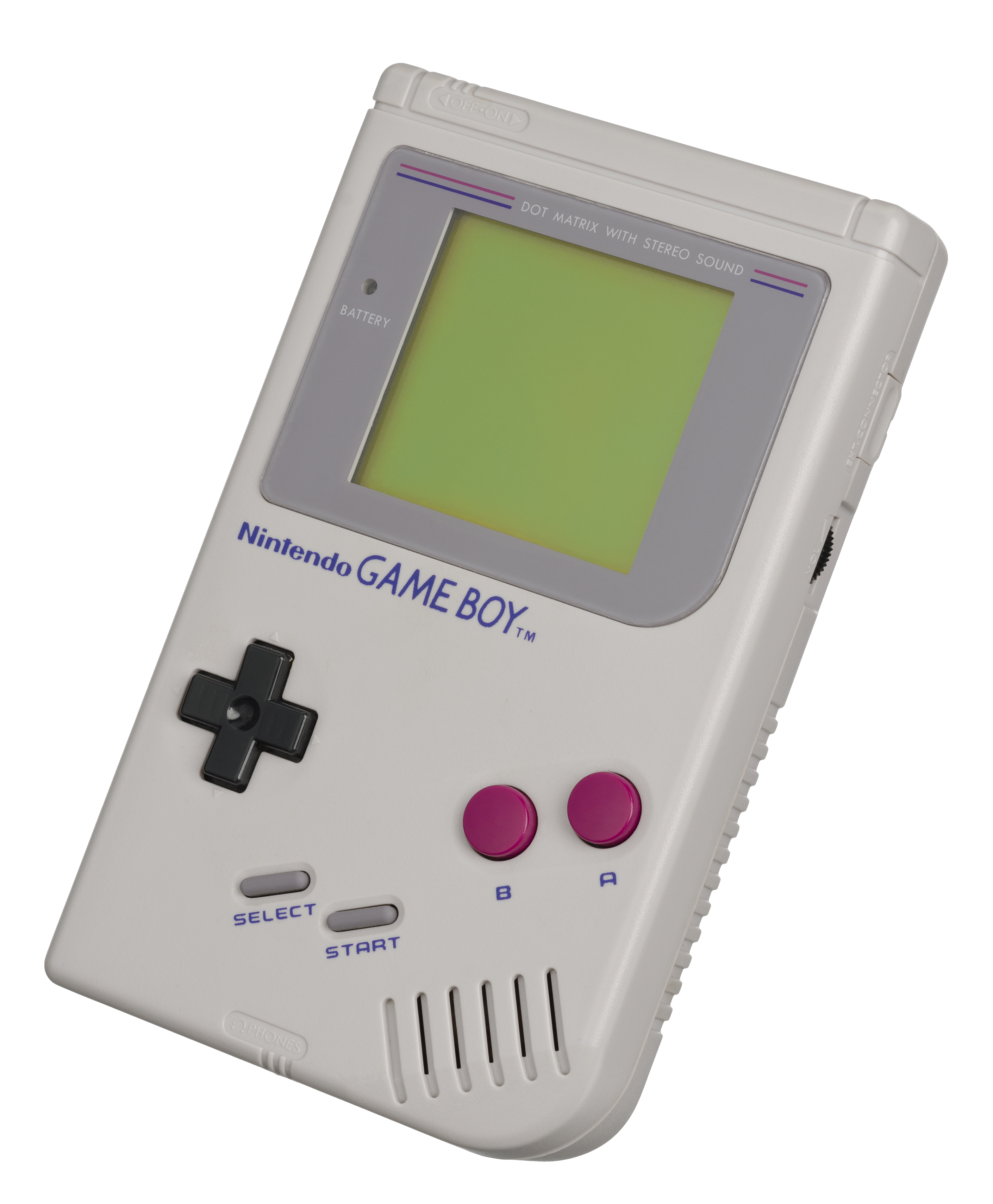
Game Boy lançado pela Nintendo no Japão

A Atari descobre um meio de passar pelo chip de bloqueio do NES e lança jogos não autorizados pela Nintendo, sob a marca de Tengen.
Seguem-se inúmeros processos e recursos. A Atari ganha os direitos de lançar para o NES as versões de Shinobi, Alien Syndrome e Afterburner, todos da Sega, e conversões de arcades da própria Atari. As brigas continuam, desta vez envolvendo os direitos de Tetris. A Atari criou uma versão com melhores gráficos para até dois jogadores, mas a Nintendo vence nos tribunais. Resta a Atari retirar seus cartuchos do mercado.
Um armazém da Tengen, abarrotado de jogos Tetris, é destruído. Varejistas fazem a festa e vendem as cópias que têm por US$ 100.
A Nintendo lança o Game Boy nos Estados Unidos. Preço: US$149,95. O videojogo portátil com imagens em preto-e-branco, e que vinha com o cartucho Tetris, começou uma história de recordes. Versões de Super Mario, o Super Mario Land, um clone de Breakout, Alleyway e um jogo de beisebol foram lançados rapidamente.
A NEC lança o PC Engine nos Estados Unidos com o nome de TurboGrafx-16, por US$ 189,95. Apesar das negociações com grandes softhouses no Japão, a NEC não tinha poder de fogo para combater o NES. O TurboGrafx 16 foi o primeiro console a ter CD-ROM, mas o número de títulos,nos EUA, era pequeno.
Enquanto a Nintendo, e outras empresas, tem problemas com a imprensa especializada - a Nintendo reluta em passar informações para veículos que não sejam seus, como a Nintendo Power. Já a NEC faz acordos com a Video Games & Computer Entertainment e a Sendai Publishing que anunciam a criação de uma revista especializada para TurboGrafx, com informações vindo direto dos relações públicas da empresa.
Ainda dependendo da Tonka e de uma filial pequena, mas em crescimento, a Sega lança o Genesis - Mega Drive para brasileiros e japoneses - nos EUA. No Japão, o console já tinha relativo sucesso. Ao preço de US$ 249,95, o Genesis vinha acompanhado de Altered Beast. O marketing da Sega, que valorizava o potencial da máquina para conversões de arcades, ajudou o Genesis a ser um sucesso.
A Atari também lança um portátil, o Lynx, desenvolvido pela Epyx que já andava mal. Ainda assim, a Epyx lançou grandes jogos para o Lynx, e a Atari fez conversões do 7800 e de seus arcades. Apesar de colorido, o portátil da Atari não pegou. Além de mais caro que o Game Boy - custava US$ 179,95 -, o portátil enfrentou os boatos de falência que envolviam sua criadora.

## Década de 1990

### 1990

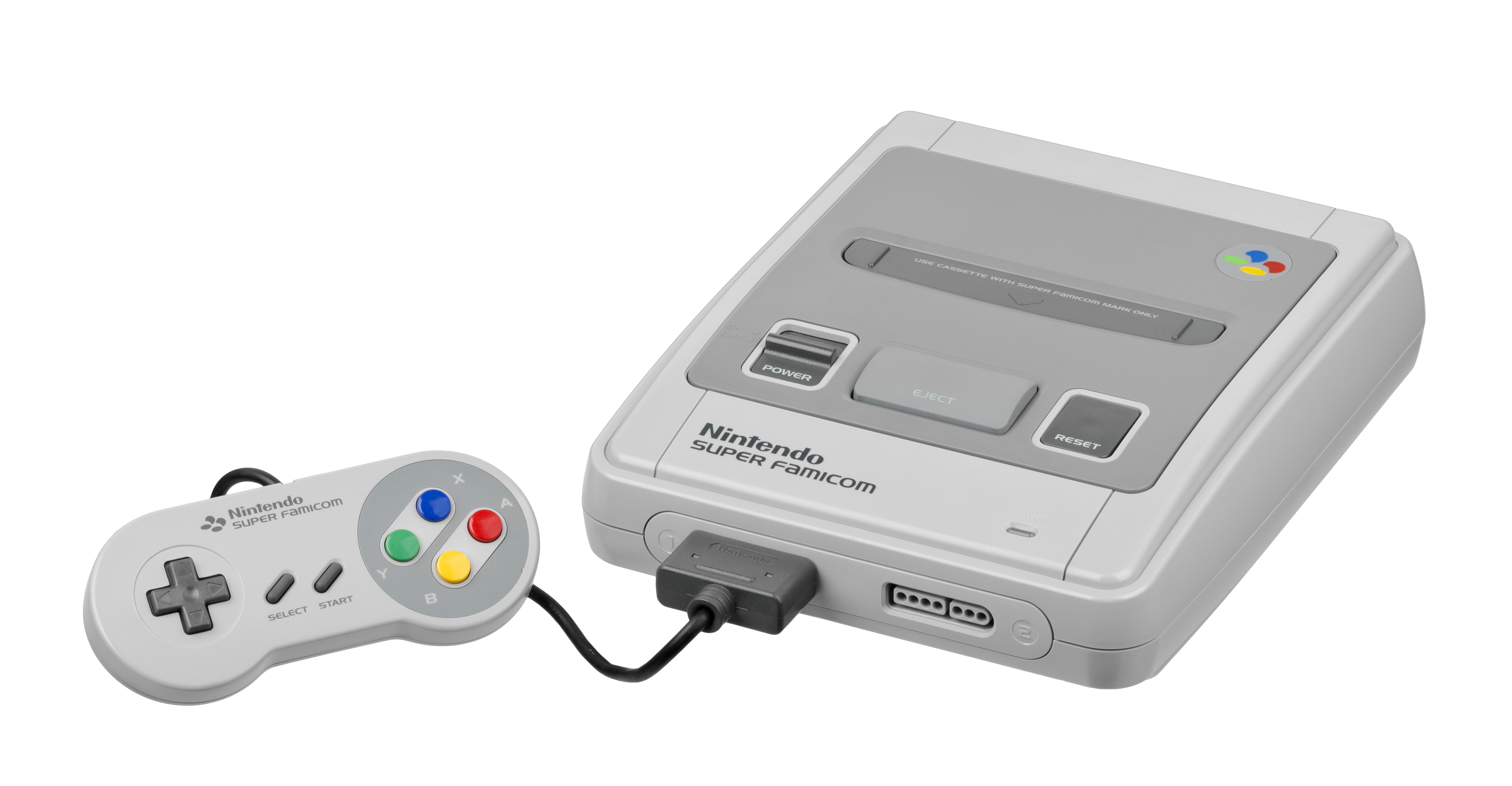
Super Famicom lançado no Japão

Super Mario Bros. 3, o jogo mais vendido de toda a história da Nintendo, é lançado. Apesar de enfrentar a concorrência do Mega Drive e do TurboGrafx, o NES teve o seu melhor ano. O console contou com a ajudinha extra das softhouses que lançaram cartuchos com chips para que os gráficos fossem melhores.
No Japão, o Super Famicon, Super NES para os brasileiros, é lançado. O console de 16 bits da Nintendo, guardadas as devidas proporções, é que mais se parece com os consoles atuais. Acompanhado de Super Mario World, o Super Famicom provocou filas gigantescas diante das lojas especializadas.
Nos Estados Unidos, a Nintendo opôs-se na justiça à rede de locadoras Blockbuster e defende a tese de que o aluguel de cartuchos derruba as vendas.
A SNK, que durante muito tempo desenvolveu jogos para NES, como a série Ikari Warriors e Crystallis, lança seu sistema de 16 bits, o Neo Geo. A plataforma, com versões profissionais (arcade) e domésticas, era muito superior aos consoles existentes, tanto em desempenho quanto em preço. Os consoles da SNK custavam US$ 500; os cartuchos, US$ 150. Esses números nada convidativos mantiveram as vendas em baixa.
A Sega mantém a política de conversão de jogos do arcade para o Mega Drive. O console ganha versões de E-Swat, Afterburner II e outros sucessos, além de garantir os direitos do fantástico, porém desconhecido, arcade Strider, o primeiro jogo de console com oito megabits. A Capcom já havia lançado uma versão adaptada de Strider para o NES. Mas é a conversão da Sega é que se destaca, tanto que Strider ganhou títulos de melhor jogo do ano. Também é lançado o Sega Game Gear, um portátil colorido, feito para competir com a Nintendo.
Mais um portátil é lançado: TurboExpress, da NEC. O TurboExpress podia ser conectado a um sintonizador de TV. Na verdade, era um TurboGrafx portátil, com um ótimo monitor de cristal líquido. Preço:US$ 299,95. Pela segunda vez na história, um console vira portátil e, pela primeira vez, vem com monitor. O primeiro console a virar portátil foi o TV Boy, versão compacta do Atari 2600. Sem monitor e com entrada para cartucho, apesar de ter 100 jogos na memória, O TV Boy funcionava à pilha.

### 1991
A Nintendo lança a versão americana de Super Famicon, o Super NES, por US$ 249,95. Jornalistas questionavam se o novo Mario seria o suficiente para atrair os fabricantes dedicados ao NES.
A Sega joga pesado e põe Sonic, the Hedgehog no Mega Drive para competir com o novo console da Nintendo. O carismático personagem, que virou mascote da Sega. Também lança o Sega CD, um periférico que permite jogar jogos em CD-ROM no Mega Drive.
Acontece a primeira investida da Sony no mercado de videojogos. A empresa propõe o lançamento de um CD-ROM, o PlayStation, para o Super NES. O periférico melhoraria as capacidades gráficas e sonoras com o novo formato em CD.
A Galoob Toys lança o Game Genie, um acessório que permite "mexer" no jogo: obter vidas infinitas e truques que deixam os jogos mais fáceis são os trunfos do apetrecho. Mais uma vez, a Nintendo não gosta nada da história. De acordo com a empresa, o Game Genie reduz o a diversão do jogo. A Nintendo perde a ação e o acessório continua sendo vendido. Ele é usado hoje em dia para rodar jogos no Nintendo, ultrapassando o chip de proteção do console (que com o tempo pára de funcionar direito). Quando a Galoob vai produzir uma versão para o Mega Drive, a Sega faz questão de ajudar a empresa.
Nos arcades, uma revolução: o lendário Street Fighter II, jogo mais famoso da década de 1990 e renovador do gênero luta, é lançado. As casas de arcade se revigoram e compram placas e mais placas de Street Fighter II. A concorrência, investe em jogos mais sofisticados, como os de corrida.
A Atari anuncia o desenvolvimento de um novo console de 16 bits, para competir com a Sega e a Nintendo.

### 1992
O atrito entre as softhouses e a Nintendo aumenta. A "Big N" sé dá bem e consegue contrato de exclusividade de um ano para a conversão de Street Fighter II. E mais: a Konami se compromete a lançar o jogo das Tartarugas Ninjas, Turtles in Time, para o console 16 bits da Nintendo.
A Konami e a Capcom faziam jogos para Mega Drive, mas seus melhores times nunca trabalhavam para o console da Sega. Convencida de que precisava aumentar sua participação no mercado, para atrair as melhores softhouses, e, também, de que A Nintendo só conseguiu tal feito após lançar séries de sucesso, a Sega corre contra o tempo e lança Sonic 2, no Natal. As vendas são estrondosas e ameaçam o reinado da Nintendo.
O Mega Drive ganha seu CD-ROM, o Mega CD, ou Sega CD nos EUA, mas a Sega não permite que as softhouses tenham acesso fácil à recursos como o zoom e a rotação de sprites.
Para impulsionar a venda do Sega CD, a Sega americana concentra os títulos nos 'cinemas interativos', como Night Trap, gêneros inadequados para cartuchos. Muitos arcades estavam sendo preparados mas, nos EUA, o periférico não pegou e ninguém estava desenvolvendo grandes jogos.
Sony e Nintendo desfazem o projeto do CD-ROM para Super NES. Detalhe: os trabalhos estavam próximos da conclusão. Rumores de que a Sony conseguira um acordo e permitiria a Sony ter os lucros dos jogos de CD para Super Nintendo. Foi quando a Nintendo anunciou planos para trabalhar em conjunto com a Philips numa plataforma compatível com o console CD-i da empresa holandesa. A Sony, indignada, cancelou o desenvolvimento do CD-ROM e seus jogos e começou a trabalhar num console próprio, de 32 bits com mídia baseada em CD, para destronar a Nintendo.

### 1993
Nesta época os computadores começaram a dominar a cena. Antes apenas limitados aos padrões de vídeo CGA e EGA, foi substituído pelo sistema superior do VGA. Após a id Software tentar concorrer com Super Mario através de uma engine de side-scrollers (para a série Commander Keen), a empresa revoluciona o mercado de jogos através dos jogos Wolfenstein 3D e Doom. Graças à Doom, o PC finalmente superaria os consoles em padrão de tecnologia e notoriedade.
A Panasonic começa a campanha de marketing do seu 3DO (US$ 699), o primeiro videojogo 32 bits da história, desenvolvido pela empresa 3DO. Com o apoio de grandes softhouses do mundo inteiro - algumas desenvolviam exclusivamente para o console - o 3DO pareceu invencível no começo. Road Rash, da Electronic Arts, foi uma das sensações do console.
A Atari arquiva o Panther, de tecnologia ultrapassada, e lança o Atari Jaguar, que a empresa diz ser o primeiro console de 64 bits do mundo. Tecnicamente, é discutível se o Jaguar tinha ou não 64 bits. Na prática os jogos estavam apenas um nível acima dos consoles de 16 bits. Poucas softhouses fizeram jogos para o Jaguar, mas, pelo menos para os americanos, o console teve um valor sentimental. Foi no Jaguar que Rayman, da UbiSoft, teve sua primeira aparição.
Nintendo e Sega anunciam seus videojogos de próxima geração: Project Reality, de 64 bits, e Sega Saturn, respectivamente. Nesse momento, a Sega ainda não havia decidido se o Saturn teria 32 ou 64 bits.
A Sega, que dominava mais da metade do mercado de videogames nos EUA, na Europa e no Brasil, lança Sonic 3. A Nintendo não havia colocado no mercado nenhum Mario desde Sonic 1. Curiosamente, o excelente Sonic the Hedgehog CD, lançado para o Sega CD e talvez o único título capaz de salvar o periférico da morte, teve sua música alterada para "Sonic Boom".
No Brasil, Gradiente e Estrela formam a Playtronic, joint venture que representa a Nintendo em território nacional. Todos os hardwares da empresa japonesa passam a ser fabricados em Manaus. A SNK também monta filial no Brasil, a Neo Geo do Brasil.
A violência de jogos como Mortal Kombat, Doom e Night Trap abalam o Senado americano. Os senadores Joseph Lieberman e Herbert Kohl lançam uma investigação para saber como a violência dos jogos interfere na vida dos usuários. Mas a intenção real é banir os jogos violentos. As empresas de videogame usam esta ocasião para se atacarem e criticam os lançamentos de Night Trap e Mortal Kombat. Após a confusão, criam um sistema de censura por faixa etária e lançam jogos ainda mais violentos.

### 1994

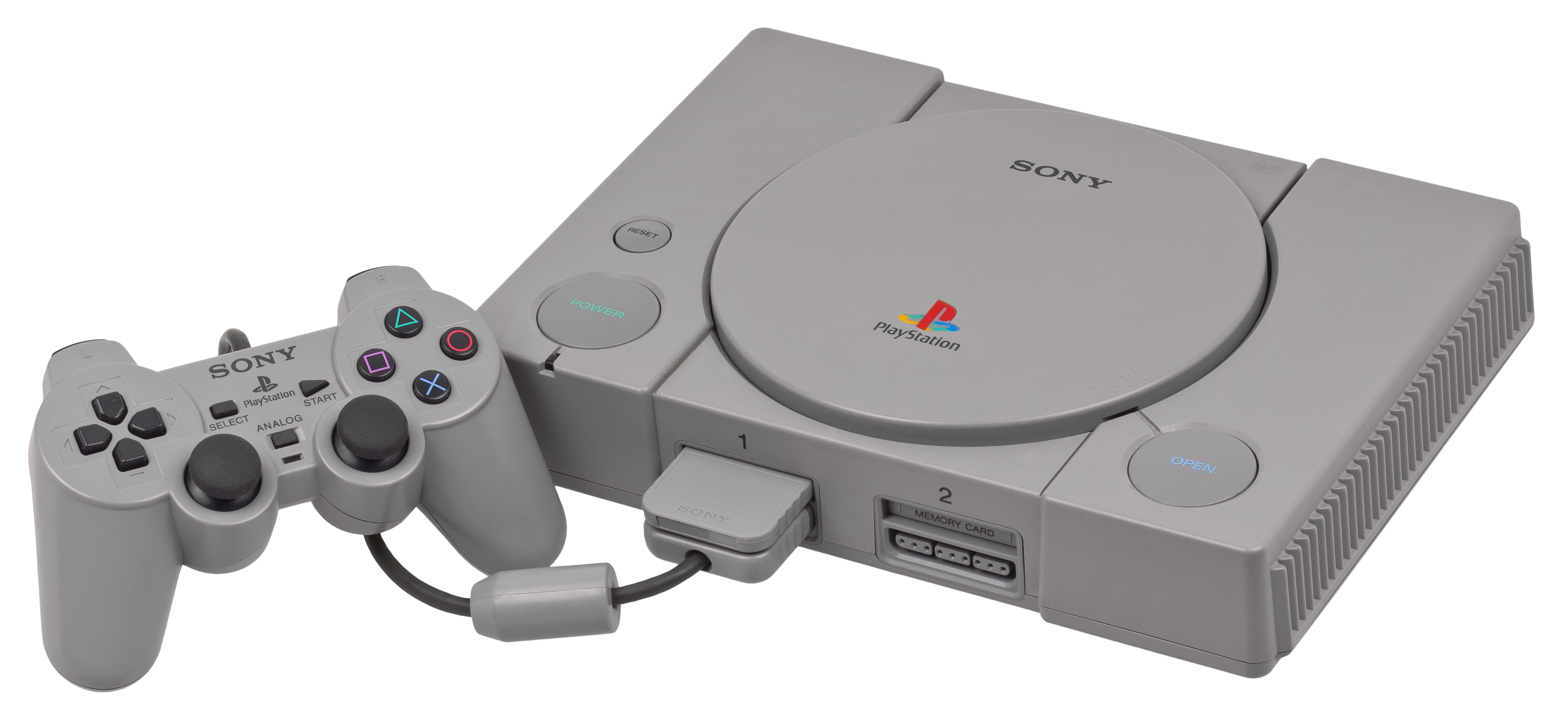
PlayStation lançado pela Sony no Japão

O lançamento de Super Metroid para Super NES deixa a Nintendo em condições de dar o troco à Sega no mercado de 16 bits.
Jogos com o chip Super FX, como Star Fox, são colocados no mercados para competir com os consoles de 32 e 64 bits.
A Sega lança o 32X, periférico que transforma o Mega Drive em 32 bits por US$ 179,95. Para impedir que Atari Jaguar e 3DO ganhassem espaço, o 32X sai com uma boa leva de jogos como Virtua Racing, Star Wars e Doom. Mas as licenciadas da Sega não confiaram no novo periférico. Nenhuma delas sabia o que a empresa do Sonic estava planejando para o 32X. Outro empecilho: a Sega não tinha condições de lançar o 32X no Japão.
Enquanto isso, a Nintendo lança o Super Game Boy por US$ 59,95. Os cartuchos de Game Boy rodavam em SGB e ainda ganhavam alguns recursos.
Quando nada se esperava de novo no Super Nes, a Nintendo surpreende o mercado com o lançamento de Donkey Kong Country, desenvolvido pela Rare. O jogo foi apresentado numa feira nos EUA - o público esperava por informações do Project Reality. Mesmo com uma CPU lenta, o Super NES provou que ainda poderia competir com o Atari Jaguar e o 3DO. O jogo foi o mais vendido do ano e a Nintendo encostou na Sega em número de consoles vendidos. Em 11 de novembro, a Sega coloca o Saturn, videogame de 32 bits, no mercado japonês, e com bons jogos. Entre eles estava o sucesso do arcade Virtua Fighter.
Em 3 de dezembro foi a vez de a Sony entrar em ação com o PlayStation. A estreia se deu com ótimas conversões de arcade como Ridge Racer, bons jogos originais encabeçados por Battle Arena Toshinden e alguns títulos medíocres como Space Griffon.
A Sega lança mais um Sonic: Sonic & Knuckles. Apesar do forte marketing, as vendas foram fracas se comparadas com as dos Sonic anteriores. Talvez os jogos da série, muito parecidos, tenham saturado o mercado. Sonic & Knuckles era um jogo cheio de segredos. O cartucho tinha uma entrada para outro cartucho e podia se conectar com títulos como Sonic 1; as fases desse último podiam ser jogadas em Knuckles, Sonic 2, podendo jogar as fases de Sonic 2 com Knckles, e Sonic 3 & Knuckles, considerado o melhor jogo do Sonic para Mega Drive (alguns consideram Sonic 3 & Knuckles como o melhor jogo do Sonic)
Apesar do sucesso de jogos como Donkey Kong Country, as vendas em geral foram baixas.
Resumindo, mesmo a Sega ter investido forte no Mega drive lançando o Sega CD, Sega 32x, Majesco, as vendas do Mega Drive não foram superiores as do SNES.
Ao todo foi:
Mega Drive, incluindo os acessórios: 40,90 milhões
Super nintendo: 49,10 milhões

### Quinta geração (32/64-bit)

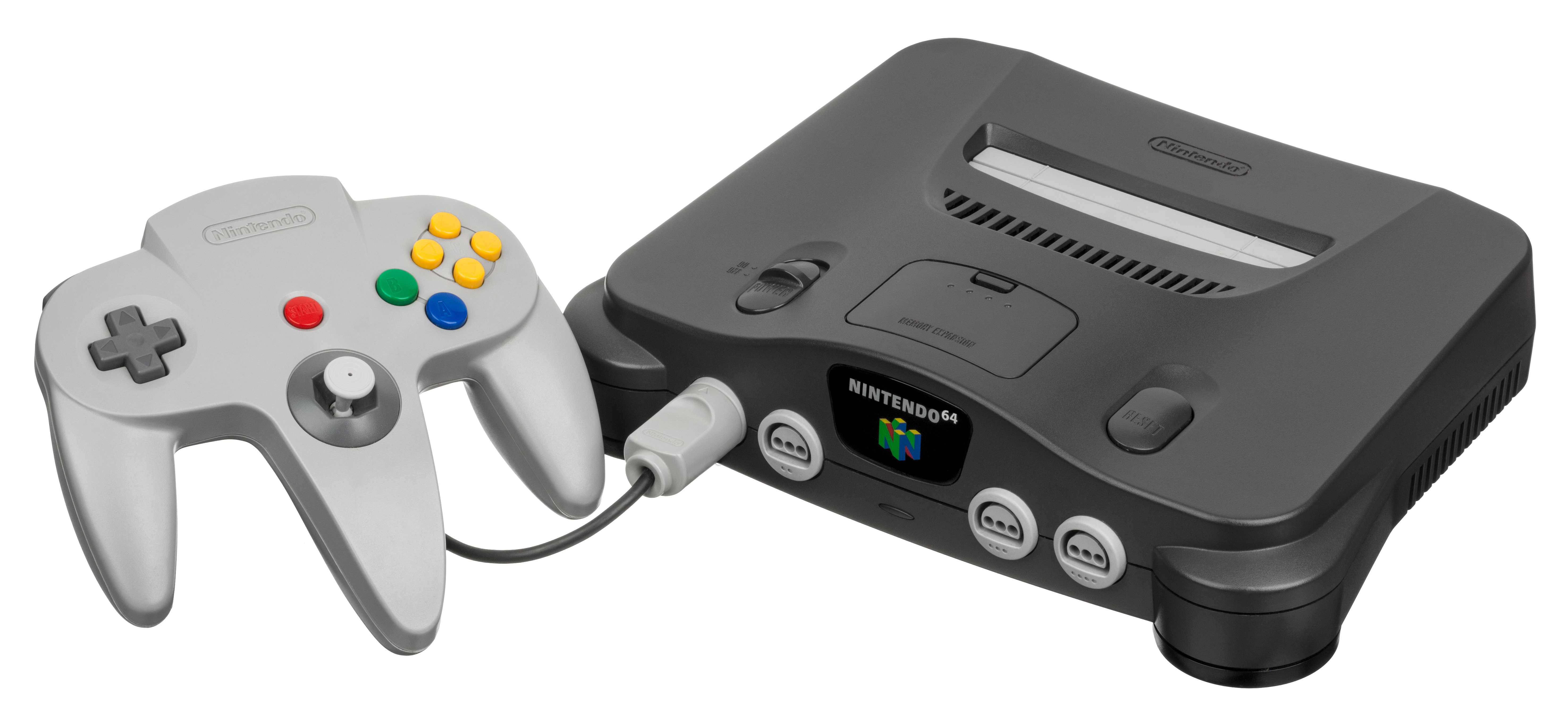
Nintendo 64

O considerado primeiro console de 64-bit foi o Atari Jaguar, lançado em 1993. Com pouco marketing e títulos decentes, foi um fracasso e a última tentativa da Atari em hardware. Outro console fracassado da quinta geração foi o 3DO, que apesar da publicidade e apoio de desenvolvedoras, teve vendas abatidas pelo preço alto.
A quinta geração marcou o advento dos jogos em 3D, como Super Mario 64, Tomb Raider e Final Fantasy VII, além de mais realismo e ação ao invés da fantasia e velocidade de jogos como Sonic e Mario.
Os três consoles mais importantes dessa geração foram:
- Sega Saturn (1994-Japão e 1995-EUA), rodava jogos em CD-ROM. Muito bem-sucedido no Japão, mas não no resto do mundo, devido a menos jogos (a complexa engenharia interna do Saturn tornava a programação difícil) e fãs irritados com o monte de periféricos do Mega Drive. Os grandes sucessos vinham de conversões de arcade (Virtua Fighter, Daytona USA, Virtua Cop, Sega Rally) ou títulos originais da própria Sega (Panzer Dragoon, NiGHTS into Dreams). Vendeu 10 milhões de consoles. Lançado no Brasil pela Tec Toy.
- PlayStation (1995), da novata Sony, nascera de uma parceria desfeita entre a Nintendo e a Sony, no meio do projeto, para criação um periférico de CD para o Super NES. Conseguiu logo o apoio de softhouses como Square (a série Final Fantasy, Chrono Cross), Konami (Metal Gear Solid, Castlevania: Symphony of the Night) e Namco (Tekken, Ridge Racer), assim tendo grande biblioteca de jogos. Tornou-se o líder da geração, com 100 milhões de consoles. Não lançado oficialmente no Brasil (apenas importado).
- Nintendo 64 (1996), possuía 64-bits. Por manter o formato de cartucho, perdeu muitos desenvolvedores, e a maioria dos títulos vinha da própria Nintendo (Super Mario 64, The Legend of Zelda: Ocarina of Time, F-Zero X) ou da subsidiária Rare (GoldenEye 007, Banjo-Kazooie, Perfect Dark). Ainda assim, garantiu o segundo lugar com 33 milhões de consoles. Lançado no Brasil pela Gradiente.

#### Portáteis
Em 1998, a Nintendo lançou a versão colorida do Game Boy, o Game Boy Color, além de uma versão de bolso (Game Boy Pocket) e com luz (Game Boy Light) e acessórios como a Game Boy Camera. O Game Boy tornou-se ainda mais vendido com o lançamento da série Pokémon, que também se tornou anime, mangá e uma franquia bilionária.
Ao mesmo tempo, a Nintendo teve um grande fracasso com o Virtual Boy, que simulava realidade virtual mas não tinha muitos jogos e os gráficos em preto e vermelho decepcionavam. Lançado em 1995, teve a produção terminada no ano seguinte.
Outros portáteis, como o WonderSwan da Bandai e o Game.com da Tiger Electronics apareceram, sem muito sucesso.

## Década de 2000

### Sexta geração

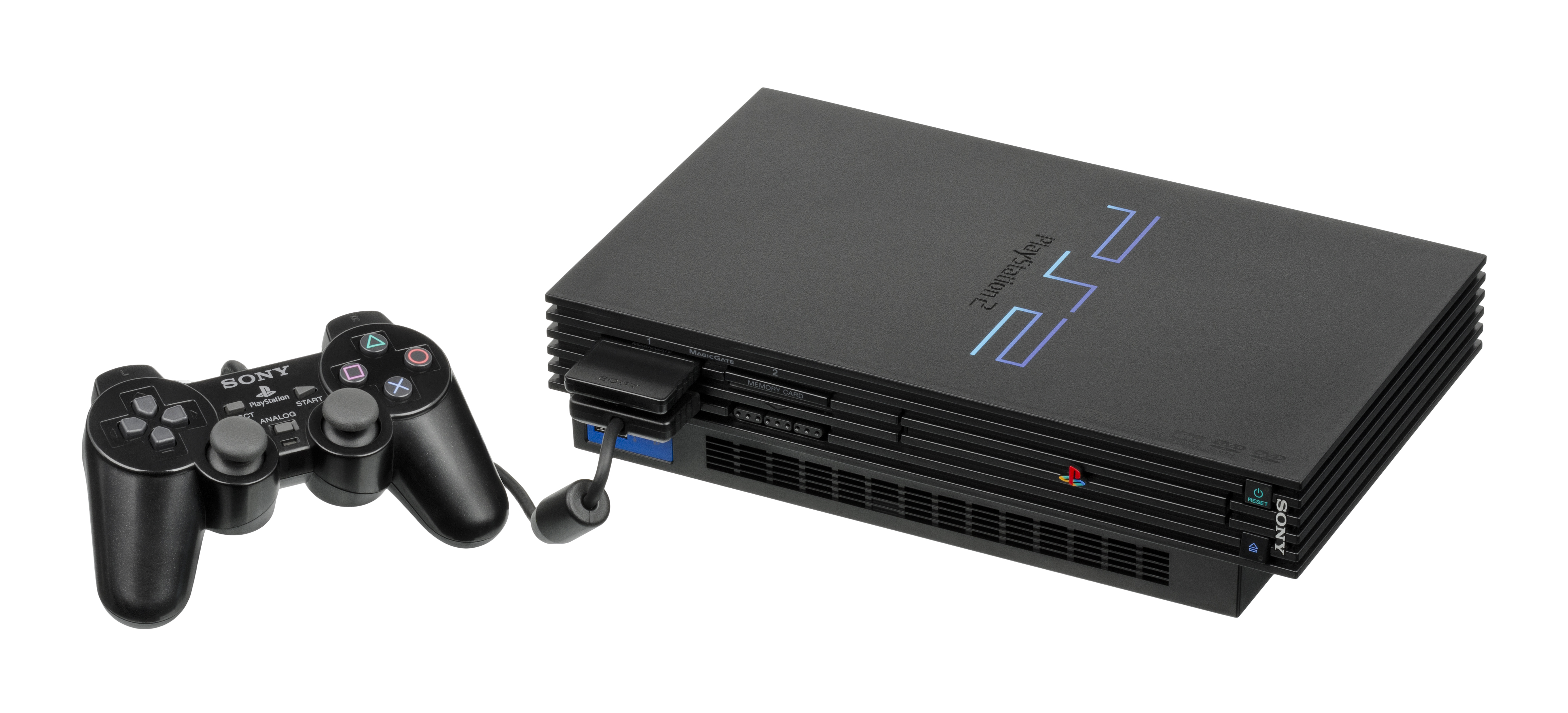
PlayStation 2.

A sexta geração, a dos 128-bit, e começara com o lançamento do Sega Dreamcast (1998 no Japão, 1999 nos Estados Unidos). Embora o Dreamcast tivesse sido bem aceito, as vendas caíram no momento em que a Sony anunciou o lançamento do PlayStation 2 para 2000. Em 2001, a Sega abandonou o console e passou a dedicar-se exclusivamente à jogos. O console vendeu 10 milhões de unidades.
O PlayStation 2, lançado em 2000, continuou o legado de sucesso do PlayStation. Apoiado pela compatibilidade com jogos do original, o fato de rodar DVDs, e apoio da maior parte dos desenvolvedores, o PS2 vendeu 120 milhões de consoles em 7 anos.
A Nintendo anunciou em 1999 que estava desenvolvendo o sucessor do N64, com processadores desenvolvidos pela IBM. Originalmente com o codinome "Dolphin", em 2000 fora batizado como Nintendo GameCube, e lançado em 2001. Com medo da pirataria, a Nintendo não fez jogos em DVDs normais, mas em mini-DVDs com capacidade para 1,5 gigabytes. Devido a essa mídia diferente, e a imagem "familiar" da Nintendo, muitos fabricantes não colaboraram com o console. Apoiado principalmente por jogos da própria Nintendo, o Game Cube já vendeu mais de 20 milhões de unidades.
Em 2001, um novo competidor entrava no mercado: a gigante do software Microsoft, com o Xbox. Também compatível com DVDs, e com um disco rígido para salvar jogos e músicas, o console possuía poucos jogos exclusivos (como a bastante vendida série Halo), mas geralmente recebia as melhores conversões. A Microsoft alcançou o 2º lugar no mercado, com 25 milhões de unidades.
A sexta geração foi marcada por muita controvérsia, pois o advento de games adultos, com excessiva violência e às vezes sexo. Exemplos incluem as séries Grand Theft Auto e Resident Evil, Manhunt e NARC.
A sexta geração também foi marcada pelo abandono do mercado brasileiro, com jogos e consoles importados. O grande marco fora a Gradiente parar de representar a Nintendo em 2003. A Tec Toy ainda fabrica versões do Master System e do Mega Drive.
Em 2005, a Sony parou de fabricar o PSOne (um PS1 menor) e se dedica a fabricar o Playstation 2 e Playstation 3.
No final de 2009 foi lançado o Zeebo, criado pela Zeboo Inc., empresa formada pela Tectoy e a Qualcomm.

#### Portáteis

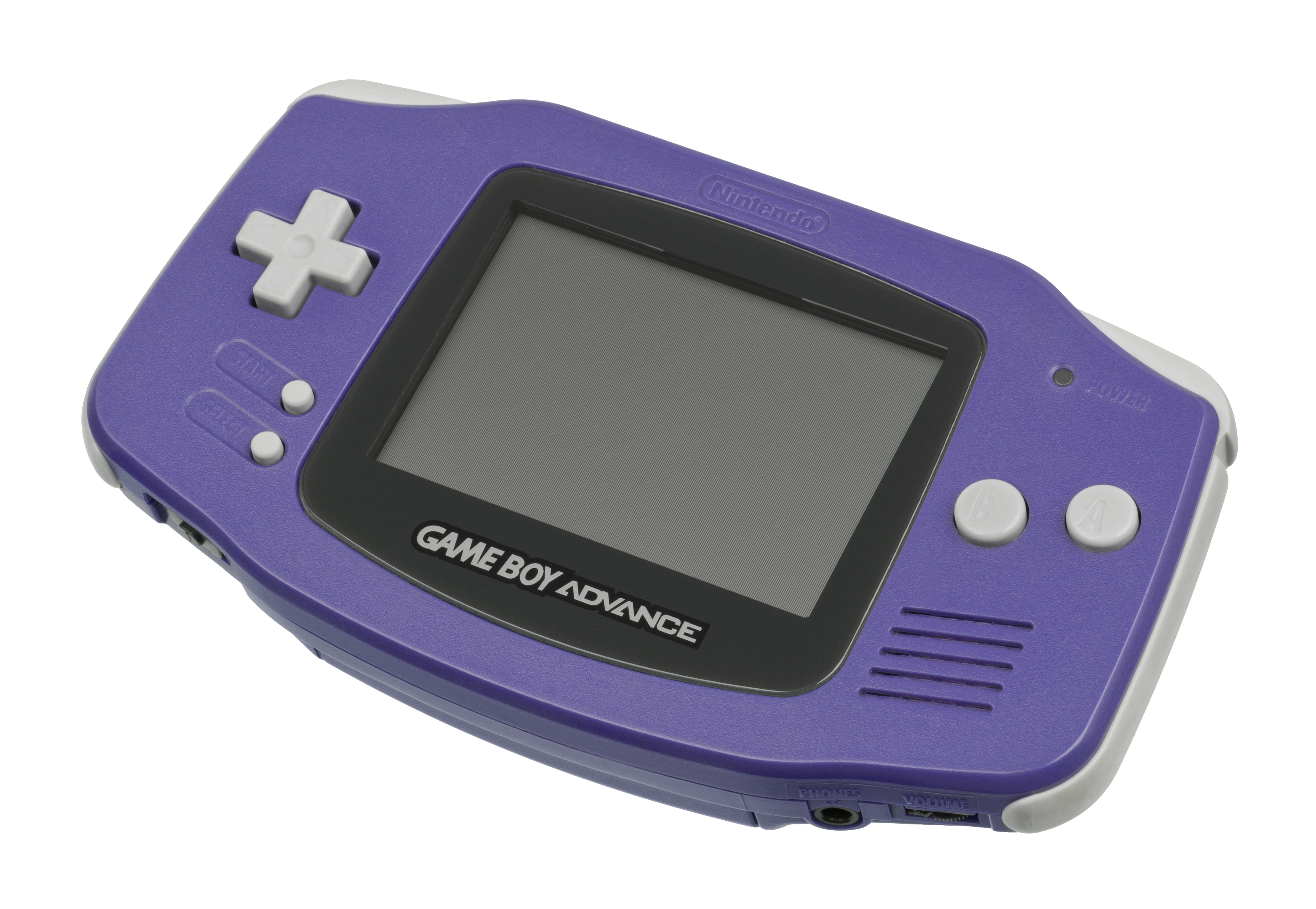
Game Boy Advance

A Nintendo manteve sua "soberania" nos portáteis com o lançamento do Game Boy Advance, em 2001. Diversos tentaram concorrer, como a Bandai, com o WonderSwan Color, a SNK com o Neo Geo Pocket Color, e a Nokia, com o misto de celular e game, o N-Gage, mas tiveram pouco sucesso. Os telefones celulares também se tornaram uma plataforma popular.
Em 2004, a Nintendo lançou o Nintendo DS (o que significa, segundo a Nintendo, Dual Screen e Developers System), com inovações como tela sensível a toque e microfone embutido. No mesmo ano, a Sony resolveu investir no mercado dos portáteis, com o PlayStation Portable (PSP), capaz de rodar filmes e músicas além de jogos. O DS e o PSP são considerados concorrentes, mas Nintendo e Sony dizem que seus portáteis são mirados em audiências diferentes.

### Sétima geração

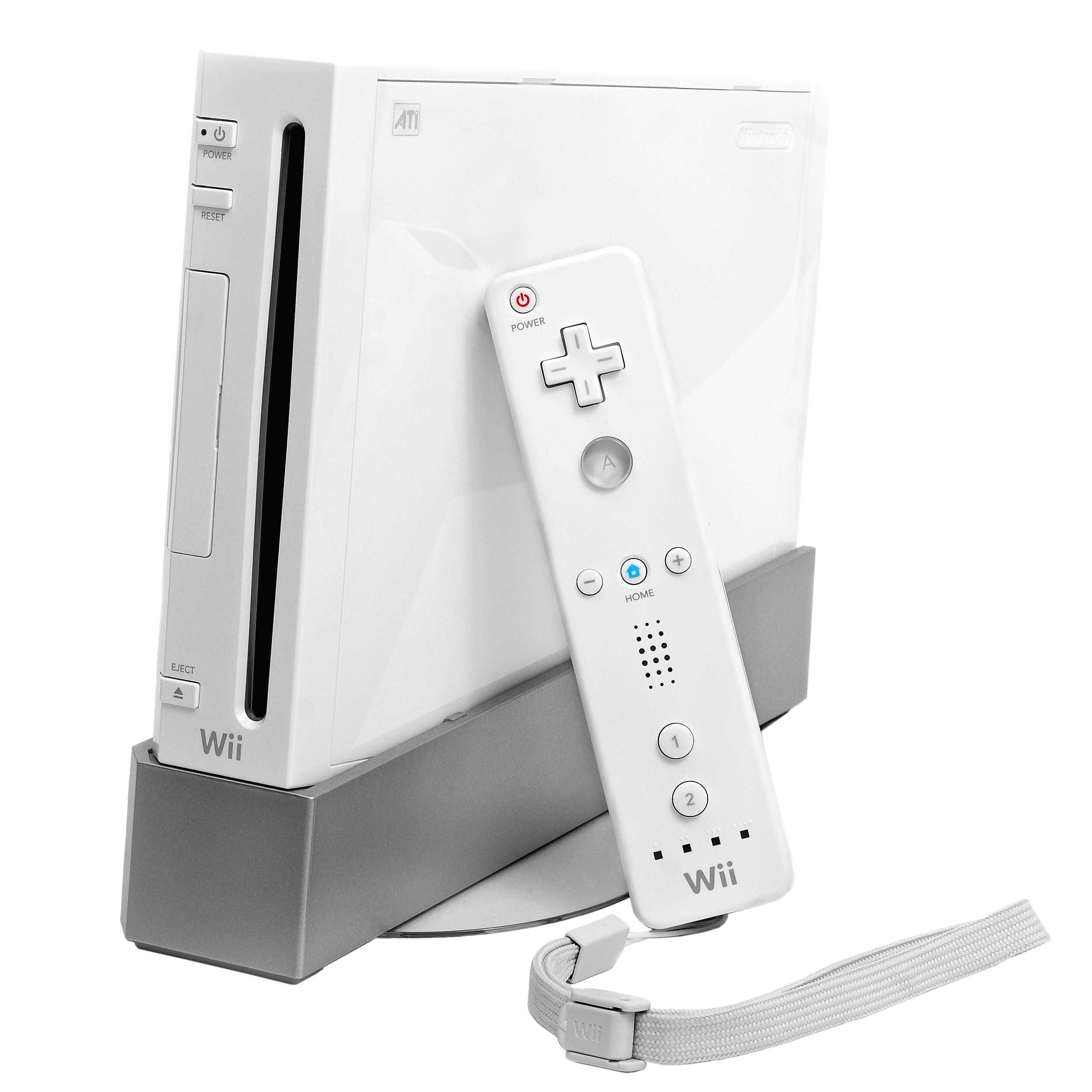
Wii

A sétima geração começou em 2005, com o novo console da Microsoft, o Xbox 360.
A Nintendo lançou o Wii em 19 de Novembro de 2006 nos EUA e 2 de Dezembro no Japão, e a Sony com seu Playstation 3, lançou em 11 de Novembro de 2006 no Japão, 17 de Novembro de 2006 nos EUA e Março de 2007 na Europa.
Ambos tem joysticks com sensores de movimento porém o controle do PlayStation 3 teve seu nome alterado para Sixaxis (que em Inglês significa Seis Eixos). O motivo de instalar sensores foi para "revolucionar a forma de jogar", apesar de a Nintendo ter apostado mais nestes sensores do que a Sony, uma vez que permite muito maior variedade de movimentos.
Enquanto a Sony optou por melhorar os gráficos, tornando-os incrivelmente realistas e introduziu sistema Blu-ray. O sistema de mídia que a Microsoft optou por utilizar em seu console foi o DVD, porém o espaço é curto e a utilização da mídia está se tornando ineficaz para armazenar jogos que exigem mais espaço, portanto a Microsoft patrocinou para o Xbox 360 a mídia denominada HD DVD (atualmente extinta no mercado de mídia em disco atual - 2008) que era capaz de armazenar até 15 GigaBytes de dados em uma única camada, contra 25 GigaBytes do Blu-ray(o HD-DVD é patrocinado também por empresas como a Toshiba, Sanyo, RCA, Microsoft, Intel e no lado do Blu-ray por exemplo temos a Sony, Philips,TDK, Sun Microsystens, Dell, Pioneer e Apple).
Em 2006, a Nintendo e a Sony revelaram os mais novos consoles, que já estavam em teste há alguns anos. Mas quem mais se destacou nesse geração foi o vídeo game da Nintendo, o Wii, pois o preço de produção dos consoles e de jogos eram baixos, além disso, era vendido por US$ 250, sendo mais barato que o Playstation 3, vendido por US$ 399
O Nintendo Wii também teve como codinome Nintendo Revolution. Possui um controle similar com um controle remoto, o qual tem com sensores que possibilitam que o jogador interaja com o jogo, movimentado o controle de um lado para o outro. Também o jogador tem a opção de conectar o Wii ao Nintendo DS ou à Internet via navegador Opera, a qual é novidade no ramo da empresa.
O Wii foi lançado oficialmente no Brasil através da empresa Lamatel, com sede no Panamá, e junto, a concorrente Microsoft lança também oficialmente o Xbox 360 no país (no dia 1 de dezembro de 2006) sem outra empresa envolvida fazer o suporte. A Sony não vende nenhum de seus produtos (Playstation 3, Playstation 2 e PlayStation Portable) oficialmente em território nacional, apesar de o PlayStation 2 ser líder local no segmento na época.
Recentemente as 3 empresas Sony, Microsoft e Nintendo vêm tentando obter o maior número de jogos exclusivos, pois isso atrai mais o consumidor a adquirir tal console. Devido a esse fator, vários aparatos vêm sendo lançados para os três vídeo-games, tais como uma balança para o Wii que se chama Wii Fit, novos modelos de console como o Xbox 360 Elite, Xbox 360 Jasper e até Boxes de videogames Exclusivos como o de Metal Gear Solid 4 do PlayStation 3.

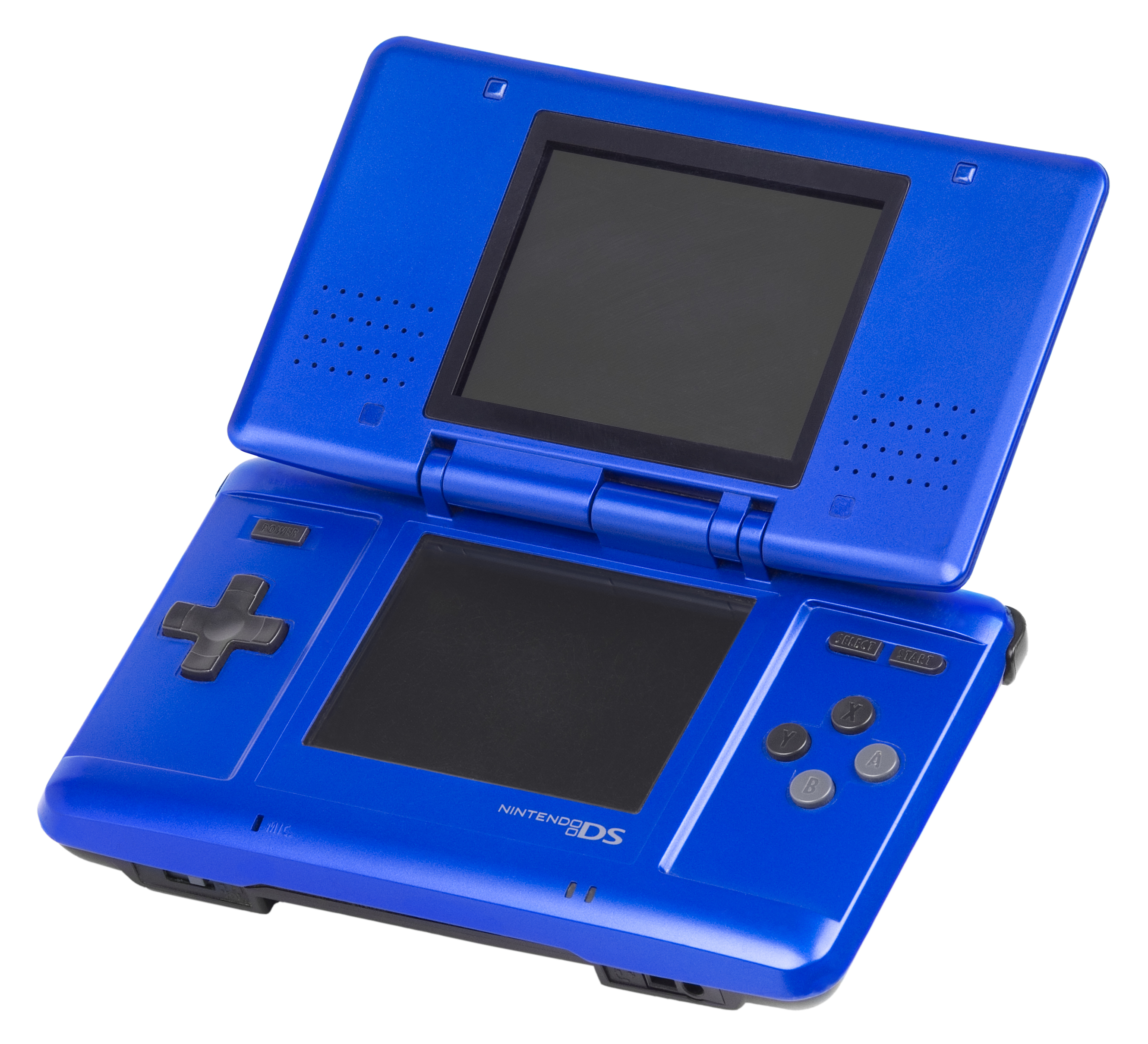
Nintendo DS

A Sony lançou para seu console uma versão de joysticks, onde o controle é feito pelos movimentos das mãos, o Playstation Move, dois controles, um para cada mão com uma esfera colorida na parte superior. Muitas pessoas acham que o Playstation Move foi uma cópia do Nintendo Wii, já que a ideia é a mesma.
E em questão de jogabilidade, quem tem tido muita atenção, e lucro é a Microsoft, foi desenvolvido para o console Xbox 360, um aparelho não tão revolucionário (O EyeToy e Gameboy Camera tem a mesma ideia), não necessita de controle algum, esse aparelho foi chamado enquanto era desenvolvido por projeto natal, já que um de seus criadores era um brasileiro de Natal-RN, agora chamado Kinect, consiste em 3 sensores, uma câmera digital, e um microfone, ele e posicionado em cima ou embaixo da TV, e o jogador deve jogar com seu próprio corpo, há gêneros de jogo para todos os gostos, luta, tiro, ginástica, aeróbica, dança, e um projeto vem ganhando notoriedade depois que um vídeo foi postado no youtube, quando Kinect ainda se chamava projeto natal, era o vídeo de MILO, uma espécie de garoto virtual dotado de uma inteligência artificial, interagindo de forma surpreendente com o jogador, perguntando, respondendo, brincando, etc.
Em 2009 a Microsoft anuncia que está há fazer testes com o Kinect para Xbox 360,um sensor de movimento que reconhece o movimento, e com isso não seria preciso mais tem um controle.
Em 2011 o Kinect já é vendido por R$599,00 no Brasil. A maioria dos jogos são produzidos em HD, e alguns em especial são desenvolvidos com suporte a televisores em 3D. Pensando nisso, a Nintendo criou um vídeo game portátil capaz de reproduzir jogos em 3D sem a necessidade de óculos, o famoso Nintendo 3DS. Anos depois o New 3DS foi lançado trazendo melhoramentos de hardware e o 2DS com um preço mais acessível e sem o famoso 3D (diz-se que ele é voltado para crianças pelo formato novo, sem o famoso flip também)

## Década de 2010

### Oitava geração

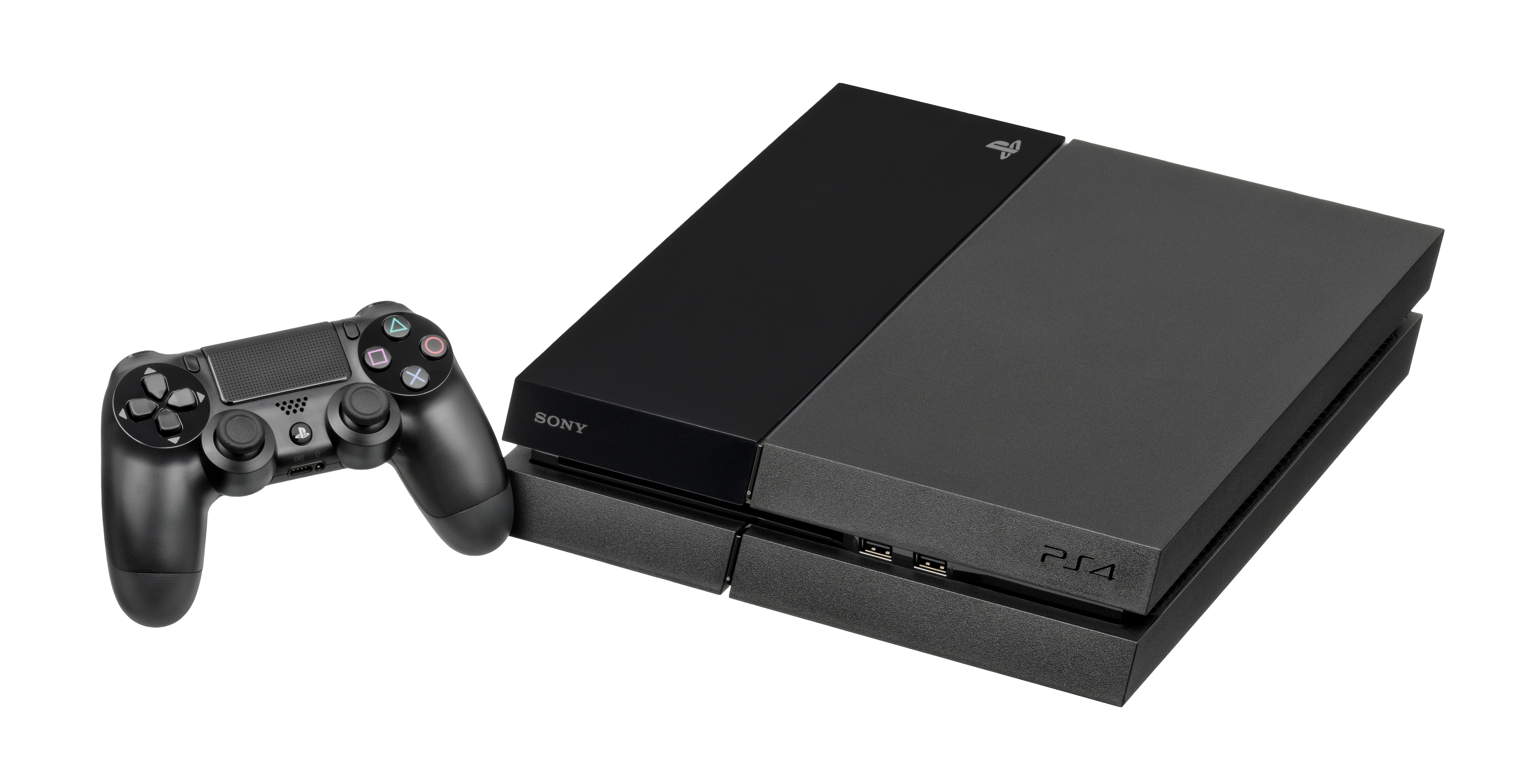
PlayStation 4

A oitava geração de consoles foi iniciada com o lançamento do Wii U em novembro de 2012 pela fabricante Nintendo. O console traz como inovação um controle similar a um tablet que permite novas possibilidades de interações durante o jogo, como por exemplo, acessar o menu de jogo sem necessidade de parar de jogar. Durante o evento E3 de 2013, os consoles PlayStation 4 e Xbox One da Sony e da Microsoft, respectivamente, foram anunciados. Há também o Xbox One X lançado em 2017.

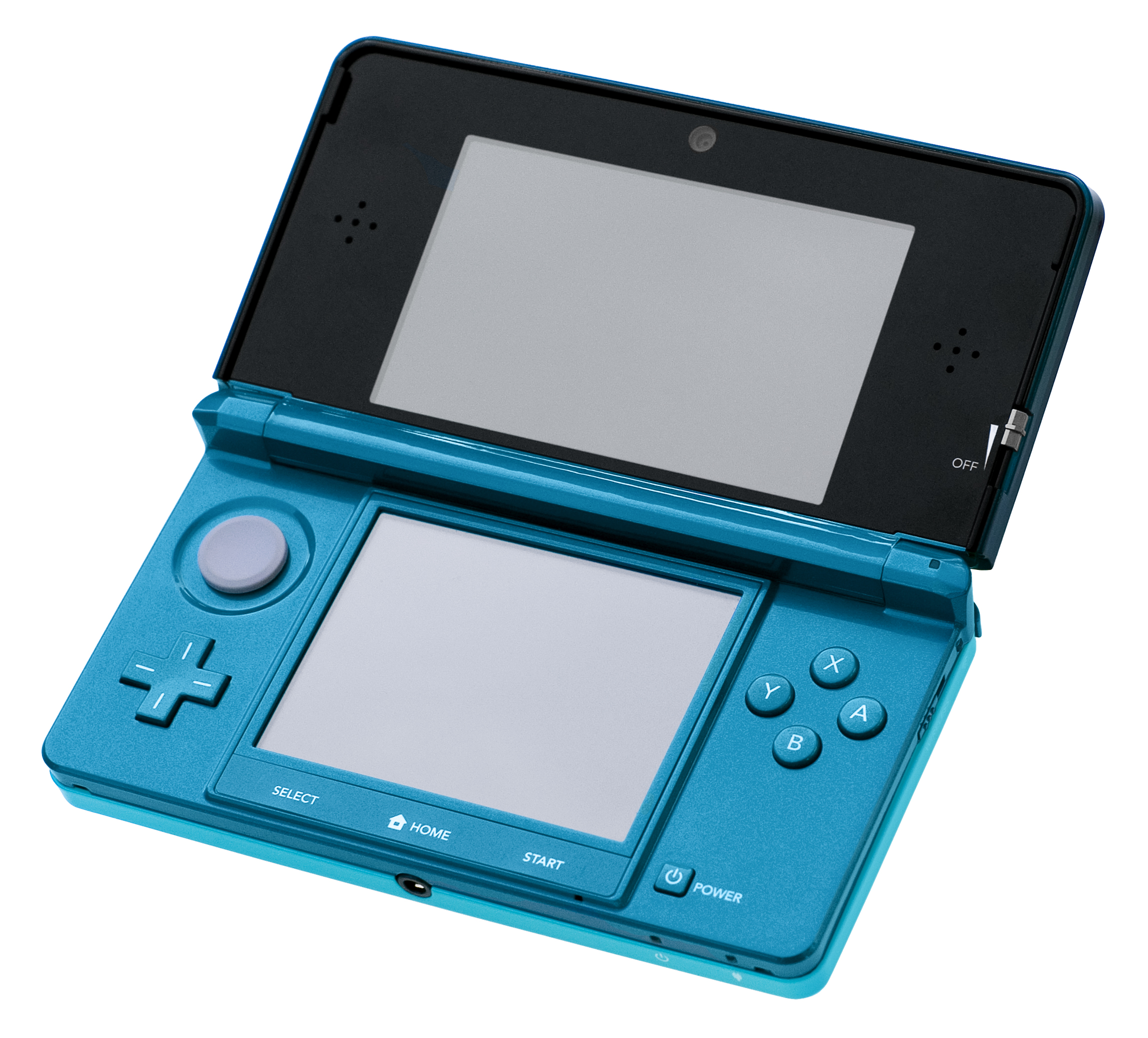
Nintendo 3DS

Em 2016 foi anunciado o Nintendo Switch que veio a ser lançado no primeiro semestre de 2017. Sua novidade é ser um console portátil e de mesa, sendo um console híbrido, podendo ser jogado tanto na TV como em qualquer lugar.

### Nona geração
A nona geração de consoles foi iniciada com o lançamento do Xbox Series X e S da Microsoft seguido pelo Playstation 5 da Sony alguns dias depois. Esses consoles apresentam uma série de melhorias em relação à geração anterior, incluindo uma maior capacidade de processamento e gráficos mais realistas.
O PlayStation 5 vem com um controle aprimorado que apresenta uma resposta tátil mais avançada e gatilhos adaptáveis que fornecem uma experiência de jogo mais imersiva. O console também suporta áudio 3D para fornecer uma experiência de som mais realista.
O Xbox Series X e S, por sua vez, oferecem tempos de carregamento mais rápidos, uma maior taxa de quadros e a capacidade de jogar jogos em 4K. O Xbox Series X apresenta ainda a tecnologia Smart Delivery, que permite que os jogadores joguem o mesmo jogo em diferentes dispositivos, sem a necessidade de comprar uma nova cópia.
Em resumo, a nona geração de consoles apresenta avanços significativos em relação à geração anterior, oferecendo aos jogadores uma experiência de jogo ainda mais imersiva e realista.